# Llista d'asteroides (377001-378000)
Llista d'asteroides del 377.001 al 378.000, amb data de descoberta i descobridor. És un fragment de la llista d'asteroides completa. Als asteroides se'ls dona un número quan es confirma la seva òrbita, per tant apareixen llistats aproximadament segons la data de descobriment.

## 377001-377100
| Nom    | Designació provisional | Data de descobriment   | Lloc de descobriment | Descobridor/s            |
| ------ | ---------------------- | ---------------------- | -------------------- | ------------------------ |
| 377001 | 2002 QU54              | 29 d'agost de 2002     | Palomar              | S. F. Hönig              |
| 377002 | 2002 QB64              | 28 d'agost de 2002     | Palomar              | NEAT                     |
| 377003 | 2002 QZ82              | 16 d'agost de 2002     | Palomar              | NEAT                     |
| 377004 | 2002 QT83              | 17 d'agost de 2002     | Palomar              | NEAT                     |
| 377005 | 2002 QO87              | 17 d'agost de 2002     | Palomar              | NEAT                     |
| 377006 | 2002 QY99              | 29 d'agost de 2002     | Palomar              | NEAT                     |
| 377007 | 2002 QL100             | 19 d'agost de 2002     | Palomar              | NEAT                     |
| 377008 | 2002 QQ113             | 27 d'agost de 2002     | Palomar              | NEAT                     |
| 377009 | 2002 QC119             | 18 d'agost de 2002     | Palomar              | NEAT                     |
| 377010 | 2002 QE125             | 28 d'agost de 2002     | Palomar              | NEAT                     |
| 377011 | 2002 QZ129             | 17 d'agost de 2002     | Palomar              | NEAT                     |
| 377012 | 2002 QJ130             | 30 d'agost de 2002     | Palomar              | NEAT                     |
| 377013 | 2002 RE11              | 4 de setembre de 2002  | Palomar              | NEAT                     |
| 377014 | 2002 RO12              | 4 de setembre de 2002  | Anderson Mesa        | LONEOS                   |
| 377015 | 2002 RP27              | 4 de setembre de 2002  | Ondřejov             | P. Kušnirák              |
| 377016 | 2002 RS33              | 4 de setembre de 2002  | Anderson Mesa        | LONEOS                   |
| 377017 | 2002 RY74              | 5 de setembre de 2002  | Socorro              | LINEAR                   |
| 377018 | 2002 RK80              | 5 de setembre de 2002  | Socorro              | LINEAR                   |
| 377019 | 2002 RY91              | 11 d'agost de 2002     | Socorro              | LINEAR                   |
| 377020 | 2002 RT98              | 5 de setembre de 2002  | Anderson Mesa        | LONEOS                   |
| 377021 | 2002 RW98              | 5 de setembre de 2002  | Socorro              | LINEAR                   |
| 377022 | 2002 RQ131             | 11 de setembre de 2002 | Palomar              | NEAT                     |
| 377023 | 2002 RZ132             | 9 de setembre de 2002  | Haleakala            | NEAT                     |
| 377024 | 2002 RA140             | 10 de setembre de 2002 | Palomar              | NEAT                     |
| 377025 | 2002 RT204             | 14 de setembre de 2002 | Palomar              | NEAT                     |
| 377026 | 2002 RU204             | 14 de setembre de 2002 | Kitt Peak            | Spacewatch               |
| 377027 | 2002 RA238             | 15 de setembre de 2002 | Palomar              | R. Matson                |
| 377028 | 2002 RZ238             | 14 de setembre de 2002 | Palomar              | R. Matson                |
| 377029 | 2002 RT240             | 14 de setembre de 2002 | Palomar              | R. Matson                |
| 377030 | 2002 RQ243             | 12 de setembre de 2002 | Palomar              | NEAT                     |
| 377031 | 2002 RK270             | 4 de setembre de 2002  | Palomar              | NEAT                     |
| 377032 | 2002 RA278             | 4 de setembre de 2002  | Palomar              | NEAT                     |
| 377033 | 2002 RG279             | 12 de setembre de 2002 | Palomar              | NEAT                     |
| 377034 | 2002 SR13              | 27 de setembre de 2002 | Palomar              | NEAT                     |
| 377035 | 2002 SM15              | 27 de setembre de 2002 | Palomar              | NEAT                     |
| 377036 | 2002 SA35              | 29 de setembre de 2002 | Haleakala            | NEAT                     |
| 377037 | 2002 SW43              | 29 de setembre de 2002 | Haleakala            | NEAT                     |
| 377038 | 2002 SH56              | 30 de setembre de 2002 | Socorro              | LINEAR                   |
| 377039 | 2002 SW66              | 27 de setembre de 2002 | Palomar              | NEAT                     |
| 377040 | 2002 SG73              | 16 de setembre de 2002 | Palomar              | NEAT                     |
| 377041 | 2002 TU1               | 1 d'octubre de 2002    | Anderson Mesa        | LONEOS                   |
| 377042 | 2002 TR14              | 1 d'octubre de 2002    | Anderson Mesa        | LONEOS                   |
| 377043 | 2002 TD33              | 2 d'octubre de 2002    | Socorro              | LINEAR                   |
| 377044 | 2002 TH44              | 2 d'octubre de 2002    | Haleakala            | NEAT                     |
| 377045 | 2002 TA47              | 2 d'octubre de 2002    | Socorro              | LINEAR                   |
| 377046 | 2002 TU49              | 2 d'octubre de 2002    | Socorro              | LINEAR                   |
| 377047 | 2002 TF97              | 2 d'octubre de 2002    | Socorro              | LINEAR                   |
| 377048 | 2002 TG119             | 3 d'octubre de 2002    | Palomar              | NEAT                     |
| 377049 | 2002 TQ121             | 3 d'octubre de 2002    | Palomar              | NEAT                     |
| 377050 | 2002 TR121             | 3 d'octubre de 2002    | Palomar              | NEAT                     |
| 377051 | 2002 TY124             | 4 d'octubre de 2002    | Palomar              | NEAT                     |
| 377052 | 2002 TB142             | 15 de setembre de 2002 | Anderson Mesa        | LONEOS                   |
| 377053 | 2002 TX167             | 3 d'octubre de 2002    | Palomar              | NEAT                     |
| 377054 | 2002 TT190             | 1 d'octubre de 2002    | Socorro              | LINEAR                   |
| 377055 | 2002 TK256             | 9 d'octubre de 2002    | Socorro              | LINEAR                   |
| 377056 | 2002 TH262             | 4 d'octubre de 2002    | Campo Imperatore     | CINEOS                   |
| 377057 | 2002 TG265             | 10 d'octubre de 2002   | Socorro              | LINEAR                   |
| 377058 | 2002 TR276             | 3 d'octubre de 2002    | Socorro              | LINEAR                   |
| 377059 | 2002 TX283             | 4 d'octubre de 2002    | Socorro              | LINEAR                   |
| 377060 | 2002 TT298             | 12 d'octubre de 2002   | Socorro              | LINEAR                   |
| 377061 | 2002 TC299             | 13 d'octubre de 2002   | Palomar              | NEAT                     |
| 377062 | 2002 TY302             | 2 d'octubre de 2002    | Socorro              | LINEAR                   |
| 377063 | 2002 TZ305             | 4 d'octubre de 2002    | Apache Point         | Sloan Digital Sky Survey |
| 377064 | 2002 TC317             | 5 d'octubre de 2002    | Apache Point         | Sloan Digital Sky Survey |
| 377065 | 2002 TT324             | 5 d'octubre de 2002    | Apache Point         | Sloan Digital Sky Survey |
| 377066 | 2002 TL329             | 5 d'octubre de 2002    | Apache Point         | Sloan Digital Sky Survey |
| 377067 | 2002 TT333             | 5 d'octubre de 2002    | Apache Point         | Sloan Digital Sky Survey |
| 377068 | 2002 TE346             | 5 d'octubre de 2002    | Apache Point         | Sloan Digital Sky Survey |
| 377069 | 2002 TU346             | 5 d'octubre de 2002    | Apache Point         | Sloan Digital Sky Survey |
| 377070 | 2002 TV370             | 10 d'octubre de 2002   | Apache Point         | Sloan Digital Sky Survey |
| 377071 | 2002 TQ373             | 4 d'octubre de 2002    | Palomar              | NEAT                     |
| 377072 | 2002 TA382             | 4 d'octubre de 2002    | Palomar              | NEAT                     |
| 377073 | 2002 TE385             | 10 d'octubre de 2002   | Apache Point         | Sloan Digital Sky Survey |
| 377074 | 2002 UZ6               | 28 d'octubre de 2002   | Palomar              | NEAT                     |
| 377075 | 2002 UD14              | 29 d'octubre de 2002   | Palomar              | NEAT                     |
| 377076 | 2002 UB44              | 30 d'octubre de 2002   | Kitt Peak            | Spacewatch               |
| 377077 | 2002 UK44              | 31 d'octubre de 2002   | La Palma             | La Palma                 |
| 377078 | 2002 UD58              | 29 d'octubre de 2002   | Apache Point         | Sloan Digital Sky Survey |
| 377079 | 2002 UE72              | 29 d'octubre de 2002   | Palomar              | NEAT                     |
| 377080 | 2002 UG75              | 31 d'octubre de 2002   | Palomar              | NEAT                     |
| 377081 | 2002 VA1               | 3 de novembre de 2002  | Wrightwood           | J. W. Young              |
| 377082 | 2002 VP5               | 2 de novembre de 2002  | La Palma             | La Palma                 |
| 377083 | 2002 VR15              | 1 de novembre de 2002  | Haleakala            | NEAT                     |
| 377084 | 2002 VX64              | 7 de novembre de 2002  | Socorro              | LINEAR                   |
| 377085 | 2002 VK76              | 7 de novembre de 2002  | Socorro              | LINEAR                   |
| 377086 | 2002 VJ100             | 11 de novembre de 2002 | Socorro              | LINEAR                   |
| 377087 | 2002 VB109             | 12 de novembre de 2002 | Socorro              | LINEAR                   |
| 377088 | 2002 VP142             | 5 de novembre de 2002  | Palomar              | NEAT                     |
| 377089 | 2002 VY142             | 12 de novembre de 2002 | Palomar              | NEAT                     |
| 377090 | 2002 VF144             | 4 de novembre de 2002  | Palomar              | NEAT                     |
| 377091 | 2002 VW144             | 4 de novembre de 2002  | Palomar              | NEAT                     |
| 377092 | 2002 VX145             | 5 de novembre de 2002  | Palomar              | NEAT                     |
| 377093 | 2002 VX146             | 4 de novembre de 2002  | Palomar              | NEAT                     |
| 377094 | 2002 WD1               | 23 de novembre de 2002 | Palomar              | NEAT                     |
| 377095 | 2002 WD2               | 23 de novembre de 2002 | Palomar              | NEAT                     |
| 377096 | 2002 WM2               | 23 de novembre de 2002 | Palomar              | NEAT                     |
| 377097 | 2002 WQ4               | 24 de novembre de 2002 | Palomar              | NEAT                     |
| 377098 | 2002 WD7               | 24 de novembre de 2002 | Palomar              | NEAT                     |
| 377099 | 2002 WN7               | 24 de novembre de 2002 | Palomar              | NEAT                     |
| 377100 | 2002 WR15              | 28 de novembre de 2002 | Anderson Mesa        | LONEOS                   |

## 377101-377200
| Nom    | Designació provisional | Data de descobriment   | Lloc de descobriment | Descobridor/s               |
| ------ | ---------------------- | ---------------------- | -------------------- | --------------------------- |
| 377101 | 2002 WP19              | 24 de novembre de 2002 | Palomar              | S. F. Hönig                 |
| 377102 | 2002 WT21              | 16 de novembre de 2002 | Palomar              | NEAT                        |
| 377103 | 2002 WX24              | 25 de novembre de 2002 | Palomar              | NEAT                        |
| 377104 | 2002 WK25              | 25 de novembre de 2002 | Palomar              | NEAT                        |
| 377105 | 2002 WQ25              | 16 de novembre de 2002 | Palomar              | NEAT                        |
| 377106 | 2002 WJ26              | 16 de novembre de 2002 | Palomar              | NEAT                        |
| 377107 | 2002 WK28              | 16 de novembre de 2002 | Palomar              | NEAT                        |
| 377108 | 2002 WL28              | 23 de novembre de 2002 | Palomar              | NEAT                        |
| 377109 | 2002 WS29              | 22 de novembre de 2002 | Palomar              | NEAT                        |
| 377110 | 2002 WA30              | 23 de novembre de 2002 | Palomar              | NEAT                        |
| 377111 | 2002 XS2               | 1 de desembre de 2002  | Socorro              | LINEAR                      |
| 377112 | 2002 XE20              | 2 de desembre de 2002  | Socorro              | LINEAR                      |
| 377113 | 2002 XK23              | 5 de desembre de 2002  | Socorro              | LINEAR                      |
| 377114 | 2002 XL29              | 5 de desembre de 2002  | Palomar              | NEAT                        |
| 377115 | 2002 XS30              | 6 de desembre de 2002  | Socorro              | LINEAR                      |
| 377116 | 2002 XF48              | 10 de desembre de 2002 | Socorro              | LINEAR                      |
| 377117 | 2002 XA78              | 11 de desembre de 2002 | Palomar              | NEAT                        |
| 377118 | 2002 XQ117             | 3 de desembre de 2002  | Palomar              | NEAT                        |
| 377119 | 2002 YO24              | 31 de desembre de 2002 | Socorro              | LINEAR                      |
| 377120 | 2003 AA11              | 1 de gener de 2003     | Socorro              | LINEAR                      |
| 377121 | 2003 AB24              | 4 de gener de 2003     | Socorro              | LINEAR                      |
| 377122 | 2003 AW80              | 12 de gener de 2003    | Socorro              | LINEAR                      |
| 377123 | 2003 BP10              | 26 de gener de 2003    | Anderson Mesa        | LONEOS                      |
| 377124 | 2003 BS34              | 26 de gener de 2003    | Haleakala            | NEAT                        |
| 377125 | 2003 BF55              | 27 de gener de 2003    | Haleakala            | NEAT                        |
| 377126 | 2003 BU66              | 30 de gener de 2003    | Anderson Mesa        | LONEOS                      |
| 377127 | 2003 EV52              | 8 de març de 2003      | Socorro              | LINEAR                      |
| 377128 | 2003 FV93              | 29 de març de 2003     | Anderson Mesa        | LONEOS                      |
| 377129 | 2003 GW31              | 8 d'abril de 2003      | Palomar              | NEAT                        |
| 377130 | 2003 GX34              | 8 d'abril de 2003      | Kvistaberg           | Uppsala-DLR Asteroid Survey |
| 377131 | 2003 GW56              | 7 d'abril de 2003      | Kitt Peak            | Spacewatch                  |
| 377132 | 2003 HZ12              | 7 d'abril de 2003      | Kitt Peak            | Spacewatch                  |
| 377133 | 2003 HE55              | 25 d'abril de 2003     | Kitt Peak            | Spacewatch                  |
| 377134 | 2003 JJ16              | 8 de maig de 2003      | Socorro              | LINEAR                      |
| 377135 | 2003 KR3               | 22 de maig de 2003     | Reedy Creek          | J. Broughton                |
| 377136 | 2003 KR15              | 28 d'abril de 2003     | Kitt Peak            | Spacewatch                  |
| 377137 | 2003 MO5               | 26 de juny de 2003     | Socorro              | LINEAR                      |
| 377138 | 2003 NU2               | 1 de juliol de 2003    | Socorro              | LINEAR                      |
| 377139 | 2003 NF8               | 8 de juliol de 2003    | Palomar              | NEAT                        |
| 377140 | 2003 OC16              | 23 de juliol de 2003   | Palomar              | NEAT                        |
| 377141 | 2003 OY19              | 30 de juliol de 2003   | Needville            | W. G. Dillon, P. Garossino  |
| 377142 | 2003 QJ10              | 20 d'agost de 2003     | Socorro              | LINEAR                      |
| 377143 | 2003 QU20              | 22 d'agost de 2003     | Palomar              | NEAT                        |
| 377144 | 2003 QJ96              | 30 d'agost de 2003     | Needville            | Needville                   |
| 377145 | 2003 QM99              | 31 d'agost de 2003     | Haleakala            | NEAT                        |
| 377146 | 2003 RM8               | 26 d'agost de 2003     | Socorro              | LINEAR                      |
| 377147 | 2003 RW18              | 15 de setembre de 2003 | Anderson Mesa        | LONEOS                      |
| 377148 | 2003 SK19              | 16 de setembre de 2003 | Kitt Peak            | Spacewatch                  |
| 377149 | 2003 SV47              | 18 de setembre de 2003 | Palomar              | NEAT                        |
| 377150 | 2003 SH51              | 18 de setembre de 2003 | Palomar              | NEAT                        |
| 377151 | 2003 SO68              | 17 de setembre de 2003 | Kitt Peak            | Spacewatch                  |
| 377152 | 2003 SY71              | 16 de setembre de 2003 | Anderson Mesa        | LONEOS                      |
| 377153 | 2003 SR137             | 21 de setembre de 2003 | Campo Imperatore     | CINEOS                      |
| 377154 | 2003 SF155             | 19 de setembre de 2003 | Anderson Mesa        | LONEOS                      |
| 377155 | 2003 SV181             | 20 de setembre de 2003 | Palomar              | NEAT                        |
| 377156 | 2003 SB198             | 21 de setembre de 2003 | Anderson Mesa        | LONEOS                      |
| 377157 | 2003 SH318             | 16 de setembre de 2003 | Kitt Peak            | Spacewatch                  |
| 377158 | 2003 SO318             | 18 de setembre de 2003 | Kitt Peak            | Spacewatch                  |
| 377159 | 2003 SE326             | 18 de setembre de 2003 | Kitt Peak            | Spacewatch                  |
| 377160 | 2003 SF327             | 18 de setembre de 2003 | Kitt Peak            | Spacewatch                  |
| 377161 | 2003 SG328             | 20 de setembre de 2003 | Kitt Peak            | Spacewatch                  |
| 377162 | 2003 SK331             | 26 de setembre de 2003 | Apache Point         | Sloan Digital Sky Survey    |
| 377163 | 2003 SA335             | 26 de setembre de 2003 | Apache Point         | Sloan Digital Sky Survey    |
| 377164 | 2003 SG335             | 26 de setembre de 2003 | Apache Point         | Sloan Digital Sky Survey    |
| 377165 | 2003 SK339             | 26 de setembre de 2003 | Apache Point         | Sloan Digital Sky Survey    |
| 377166 | 2003 SN349             | 18 de setembre de 2003 | Kitt Peak            | Spacewatch                  |
| 377167 | 2003 SS371             | 26 de setembre de 2003 | Apache Point         | Sloan Digital Sky Survey    |
| 377168 | 2003 TA8               | 1 d'octubre de 2003    | Kitt Peak            | Spacewatch                  |
| 377169 | 2003 TB8               | 1 d'octubre de 2003    | Kitt Peak            | Spacewatch                  |
| 377170 | 2003 TO37              | 2 d'octubre de 2003    | Kitt Peak            | Spacewatch                  |
| 377171 | 2003 TG40              | 2 d'octubre de 2003    | Kitt Peak            | Spacewatch                  |
| 377172 | 2003 US5               | 21 de setembre de 2003 | Anderson Mesa        | LONEOS                      |
| 377173 | 2003 UE7               | 17 d'octubre de 2003   | Socorro              | LINEAR                      |
| 377174 | 2003 UR38              | 24 d'octubre de 2003   | Kleť                 | Klet                        |
| 377175 | 2003 UA72              | 28 de setembre de 2003 | Anderson Mesa        | LONEOS                      |
| 377176 | 2003 UN100             | 19 d'octubre de 2003   | Palomar              | NEAT                        |
| 377177 | 2003 UJ112             | 20 d'octubre de 2003   | Socorro              | LINEAR                      |
| 377178 | 2003 UW114             | 20 d'octubre de 2003   | Kitt Peak            | Spacewatch                  |
| 377179 | 2003 US135             | 21 d'octubre de 2003   | Palomar              | NEAT                        |
| 377180 | 2003 UE151             | 21 d'octubre de 2003   | Socorro              | LINEAR                      |
| 377181 | 2003 UY229             | 2 d'octubre de 2003    | Kitt Peak            | Spacewatch                  |
| 377182 | 2003 UZ233             | 22 de setembre de 2003 | Kitt Peak            | Spacewatch                  |
| 377183 | 2003 UH234             | 24 d'octubre de 2003   | Socorro              | LINEAR                      |
| 377184 | 2003 UE239             | 24 d'octubre de 2003   | Socorro              | LINEAR                      |
| 377185 | 2003 UX239             | 24 d'octubre de 2003   | Socorro              | LINEAR                      |
| 377186 | 2003 UG248             | 25 d'octubre de 2003   | Socorro              | LINEAR                      |
| 377187 | 2003 UV255             | 25 d'octubre de 2003   | Kitt Peak            | Spacewatch                  |
| 377188 | 2003 UB338             | 18 d'octubre de 2003   | Apache Point         | Sloan Digital Sky Survey    |
| 377189 | 2003 UZ343             | 19 d'octubre de 2003   | Kitt Peak            | Spacewatch                  |
| 377190 | 2003 UR346             | 19 d'octubre de 2003   | Apache Point         | Sloan Digital Sky Survey    |
| 377191 | 2003 UU350             | 19 d'octubre de 2003   | Apache Point         | Sloan Digital Sky Survey    |
| 377192 | 2003 VV10              | 15 de novembre de 2003 | Kitt Peak            | Spacewatch                  |
| 377193 | 2003 WR9               | 18 de novembre de 2003 | Kitt Peak            | Spacewatch                  |
| 377194 | 2003 WP12              | 18 de novembre de 2003 | Kitt Peak            | Spacewatch                  |
| 377195 | 2003 WX31              | 25 d'octubre de 2003   | Socorro              | LINEAR                      |
| 377196 | 2003 WS36              | 19 de novembre de 2003 | Socorro              | LINEAR                      |
| 377197 | 2003 WZ39              | 19 de novembre de 2003 | Kitt Peak            | Spacewatch                  |
| 377198 | 2003 WG56              | 20 de novembre de 2003 | Socorro              | LINEAR                      |
| 377199 | 2003 WU62              | 19 de novembre de 2003 | Socorro              | LINEAR                      |
| 377200 | 2003 WT72              | 20 de novembre de 2003 | Socorro              | LINEAR                      |

## 377201-377300
| Nom    | Designació provisional | Data de descobriment   | Lloc de descobriment | Descobridor/s  |
| ------ | ---------------------- | ---------------------- | -------------------- | -------------- |
| 377201 | 2003 WM78              | 20 de novembre de 2003 | Socorro              | LINEAR         |
| 377202 | 2003 WH85              | 20 de novembre de 2003 | Kitt Peak            | Spacewatch     |
| 377203 | 2003 WT117             | 20 de novembre de 2003 | Socorro              | LINEAR         |
| 377204 | 2003 WM141             | 2 de novembre de 2003  | Socorro              | LINEAR         |
| 377205 | 2003 WZ144             | 21 de novembre de 2003 | Socorro              | LINEAR         |
| 377206 | 2003 WY145             | 21 de novembre de 2003 | Socorro              | LINEAR         |
| 377207 | 2003 WH162             | 30 de novembre de 2003 | Socorro              | LINEAR         |
| 377208 | 2003 WC175             | 19 de novembre de 2003 | Kitt Peak            | Spacewatch     |
| 377209 | 2003 WY193             | 19 de novembre de 2003 | Kitt Peak            | Spacewatch     |
| 377210 | 2003 XJ10              | 5 de desembre de 2003  | Socorro              | LINEAR         |
| 377211 | 2003 XP11              | 13 de desembre de 2003 | Socorro              | LINEAR         |
| 377212 | 2003 XK15              | 15 de desembre de 2003 | Socorro              | LINEAR         |
| 377213 | 2003 XU25              | 1 de desembre de 2003  | Socorro              | LINEAR         |
| 377214 | 2003 XG26              | 1 de desembre de 2003  | Socorro              | LINEAR         |
| 377215 | 2003 XQ38              | 4 de desembre de 2003  | Socorro              | LINEAR         |
| 377216 | 2003 YX10              | 17 de desembre de 2003 | Socorro              | LINEAR         |
| 377217 | 2003 YK13              | 17 de desembre de 2003 | Anderson Mesa        | LONEOS         |
| 377218 | 2003 YM15              | 17 de desembre de 2003 | Kitt Peak            | Spacewatch     |
| 377219 | 2003 YF37              | 17 de desembre de 2003 | Kitt Peak            | Spacewatch     |
| 377220 | 2003 YR93              | 21 de desembre de 2003 | Kitt Peak            | Spacewatch     |
| 377221 | 2003 YX112             | 23 de desembre de 2003 | Socorro              | LINEAR         |
| 377222 | 2003 YD117             | 18 de desembre de 2003 | Kitt Peak            | Spacewatch     |
| 377223 | 2003 YR126             | 27 de desembre de 2003 | Socorro              | LINEAR         |
| 377224 | 2003 YL133             | 28 de desembre de 2003 | Socorro              | LINEAR         |
| 377225 | 2003 YC146             | 28 de desembre de 2003 | Socorro              | LINEAR         |
| 377226 | 2003 YN152             | 29 de desembre de 2003 | Socorro              | LINEAR         |
| 377227 | 2003 YL163             | 17 de desembre de 2003 | Kitt Peak            | Spacewatch     |
| 377228 | 2003 YD175             | 19 de desembre de 2003 | Kitt Peak            | Spacewatch     |
| 377229 | 2004 AE4               | 15 de gener de 2004    | Kitt Peak            | Spacewatch     |
| 377230 | 2004 AF6               | 13 de gener de 2004    | Anderson Mesa        | LONEOS         |
| 377231 | 2004 BA                | 23 de desembre de 2003 | Socorro              | LINEAR         |
| 377232 | 2004 BY13              | 17 de gener de 2004    | Palomar              | NEAT           |
| 377233 | 2004 BB14              | 17 de gener de 2004    | Palomar              | NEAT           |
| 377234 | 2004 BF33              | 19 de gener de 2004    | Kitt Peak            | Spacewatch     |
| 377235 | 2004 BS34              | 19 de gener de 2004    | Kitt Peak            | Spacewatch     |
| 377236 | 2004 BV35              | 19 de gener de 2004    | Kitt Peak            | Spacewatch     |
| 377237 | 2004 BW39              | 21 de gener de 2004    | Socorro              | LINEAR         |
| 377238 | 2004 BL46              | 21 de gener de 2004    | Socorro              | LINEAR         |
| 377239 | 2004 BH49              | 21 de gener de 2004    | Socorro              | LINEAR         |
| 377240 | 2004 BG65              | 22 de gener de 2004    | Socorro              | LINEAR         |
| 377241 | 2004 BY68              | 27 de gener de 2004    | Socorro              | LINEAR         |
| 377242 | 2004 BY69              | 21 de gener de 2004    | Socorro              | LINEAR         |
| 377243 | 2004 BU80              | 24 de gener de 2004    | Socorro              | LINEAR         |
| 377244 | 2004 BB83              | 28 de gener de 2004    | Kitt Peak            | Spacewatch     |
| 377245 | 2004 BN88              | 23 de gener de 2004    | Socorro              | LINEAR         |
| 377246 | 2004 BA95              | 28 de gener de 2004    | Socorro              | LINEAR         |
| 377247 | 2004 BY108             | 28 de gener de 2004    | Catalina             | CSS            |
| 377248 | 2004 BD115             | 30 de gener de 2004    | Kitt Peak            | Spacewatch     |
| 377249 | 2004 BE124             | 18 de gener de 2004    | Palomar              | NEAT           |
| 377250 | 2004 BP129             | 22 de desembre de 2003 | Kitt Peak            | Spacewatch     |
| 377251 | 2004 CN39              | 14 de febrer de 2004   | Bareggio             | Bareggio       |
| 377252 | 2004 CQ45              | 13 de febrer de 2004   | Kitt Peak            | Spacewatch     |
| 377253 | 2004 CV46              | 13 de febrer de 2004   | Kitt Peak            | Spacewatch     |
| 377254 | 2004 CG52              | 14 de febrer de 2004   | Socorro              | LINEAR         |
| 377255 | 2004 CM55              | 12 de febrer de 2004   | Kitt Peak            | Spacewatch     |
| 377256 | 2004 CA56              | 13 de febrer de 2004   | Kitt Peak            | Spacewatch     |
| 377257 | 2004 CG59              | 10 de febrer de 2004   | Palomar              | NEAT           |
| 377258 | 2004 CV70              | 12 de febrer de 2004   | Kitt Peak            | Spacewatch     |
| 377259 | 2004 CV85              | 14 de febrer de 2004   | Kitt Peak            | Spacewatch     |
| 377260 | 2004 CQ106             | 14 de febrer de 2004   | Palomar              | NEAT           |
| 377261 | 2004 CK108             | 15 de febrer de 2004   | Socorro              | LINEAR         |
| 377262 | 2004 CF118             | 30 de gener de 2004    | Kitt Peak            | Spacewatch     |
| 377263 | 2004 DS1               | 18 de febrer de 2004   | Socorro              | LINEAR         |
| 377264 | 2004 DY2               | 16 de febrer de 2004   | Nogales              | Tenagra II     |
| 377265 | 2004 DB7               | 16 de febrer de 2004   | Kitt Peak            | Spacewatch     |
| 377266 | 2004 DV25              | 16 de febrer de 2004   | Socorro              | LINEAR         |
| 377267 | 2004 DA40              | 17 de febrer de 2004   | Kitt Peak            | Spacewatch     |
| 377268 | 2004 DK40              | 18 de febrer de 2004   | Desert Eagle         | W. K. Y. Yeung |
| 377269 | 2004 DA50              | 22 de febrer de 2004   | Kitt Peak            | Spacewatch     |
| 377270 | 2004 DC53              | 19 de febrer de 2004   | Bergisch Gladbac     | W. Bickel      |
| 377271 | 2004 DM54              | 22 de febrer de 2004   | Kitt Peak            | Spacewatch     |
| 377272 | 2004 DN56              | 22 de febrer de 2004   | Kitt Peak            | Spacewatch     |
| 377273 | 2004 DM58              | 23 de febrer de 2004   | Socorro              | LINEAR         |
| 377274 | 2004 EM2               | 13 de març de 2004     | Palomar              | NEAT           |
| 377275 | 2004 EZ3               | 10 de març de 2004     | Palomar              | NEAT           |
| 377276 | 2004 EB4               | 10 de març de 2004     | Palomar              | NEAT           |
| 377277 | 2004 EU7               | 12 de març de 2004     | Palomar              | NEAT           |
| 377278 | 2004 ED10              | 13 de març de 2004     | Palomar              | NEAT           |
| 377279 | 2004 EQ16              | 12 de març de 2004     | Palomar              | NEAT           |
| 377280 | 2004 EZ35              | 13 de març de 2004     | Palomar              | NEAT           |
| 377281 | 2004 EZ39              | 15 de març de 2004     | Socorro              | LINEAR         |
| 377282 | 2004 EZ57              | 15 de març de 2004     | Socorro              | LINEAR         |
| 377283 | 2004 EB61              | 12 de març de 2004     | Palomar              | NEAT           |
| 377284 | 2004 EJ67              | 15 de març de 2004     | Kitt Peak            | Spacewatch     |
| 377285 | 2004 ED70              | 15 de març de 2004     | Kitt Peak            | Spacewatch     |
| 377286 | 2004 EK84              | 15 de març de 2004     | Socorro              | LINEAR         |
| 377287 | 2004 FQ                | 16 de març de 2004     | Socorro              | LINEAR         |
| 377288 | 2004 FL23              | 17 de març de 2004     | Kitt Peak            | Spacewatch     |
| 377289 | 2004 FX25              | 17 de març de 2004     | Socorro              | LINEAR         |
| 377290 | 2004 FE30              | 18 de març de 2004     | Catalina             | CSS            |
| 377291 | 2004 FM40              | 18 de març de 2004     | Socorro              | LINEAR         |
| 377292 | 2004 FF46              | 17 de març de 2004     | Kitt Peak            | Spacewatch     |
| 377293 | 2004 FF58              | 17 de març de 2004     | Kitt Peak            | Spacewatch     |
| 377294 | 2004 FV62              | 19 de març de 2004     | Socorro              | LINEAR         |
| 377295 | 2004 FA67              | 20 de març de 2004     | Socorro              | LINEAR         |
| 377296 | 2004 FF79              | 19 de març de 2004     | Kitt Peak            | Spacewatch     |
| 377297 | 2004 FX82              | 17 de març de 2004     | Socorro              | LINEAR         |
| 377298 | 2004 FD88              | 20 de març de 2004     | Kitt Peak            | Spacewatch     |
| 377299 | 2004 FE91              | 21 de març de 2004     | Kitt Peak            | Spacewatch     |
| 377300 | 2004 FM92              | 18 de març de 2004     | Socorro              | LINEAR         |

## 377301-377400
| Nom    | Designació provisional | Data de descobriment   | Lloc de descobriment | Descobridor/s               |
| ------ | ---------------------- | ---------------------- | -------------------- | --------------------------- |
| 377301 | 2004 FH96              | 23 de març de 2004     | Socorro              | LINEAR                      |
| 377302 | 2004 FG100             | 23 de març de 2004     | Kitt Peak            | Spacewatch                  |
| 377303 | 2004 FN102             | 20 de març de 2004     | Siding Spring        | Siding Spring Survey        |
| 377304 | 2004 FL129             | 28 de març de 2004     | Socorro              | LINEAR                      |
| 377305 | 2004 FF137             | 28 de març de 2004     | Anderson Mesa        | LONEOS                      |
| 377306 | 2004 FG151             | 16 de març de 2004     | Kitt Peak            | Spacewatch                  |
| 377307 | 2004 GW15              | 9 d'abril de 2004      | Siding Spring        | Siding Spring Survey        |
| 377308 | 2004 GB16              | 9 d'abril de 2004      | Siding Spring        | Siding Spring Survey        |
| 377309 | 2004 GG31              | 15 d'abril de 2004     | Anderson Mesa        | LONEOS                      |
| 377310 | 2004 GW39              | 15 d'abril de 2004     | Siding Spring        | Siding Spring Survey        |
| 377311 | 2004 GF46              | 12 d'abril de 2004     | Kitt Peak            | Spacewatch                  |
| 377312 | 2004 HA14              | 16 d'abril de 2004     | Kitt Peak            | Spacewatch                  |
| 377313 | 2004 HS20              | 19 d'abril de 2004     | Socorro              | LINEAR                      |
| 377314 | 2004 HM25              | 19 d'abril de 2004     | Socorro              | LINEAR                      |
| 377315 | 2004 HB31              | 22 d'abril de 2004     | Reedy Creek          | J. Broughton                |
| 377316 | 2004 HZ31              | 19 d'abril de 2004     | Socorro              | LINEAR                      |
| 377317 | 2004 HM44              | 21 d'abril de 2004     | Socorro              | LINEAR                      |
| 377318 | 2004 HJ47              | 22 d'abril de 2004     | Socorro              | LINEAR                      |
| 377319 | 2004 HE57              | 27 d'abril de 2004     | Socorro              | LINEAR                      |
| 377320 | 2004 JD17              | 12 de maig de 2004     | Siding Spring        | Siding Spring Survey        |
| 377321 | 2004 JN28              | 12 de maig de 2004     | Palomar              | NEAT                        |
| 377322 | 2004 JM54              | 9 de maig de 2004      | Kitt Peak            | Spacewatch                  |
| 377323 | 2004 LN2               | 11 de juny de 2004     | Anderson Mesa        | LONEOS                      |
| 377324 | 2004 MU3               | 20 de juny de 2004     | Socorro              | LINEAR                      |
| 377325 | 2004 NP1               | 9 de juliol de 2004    | Socorro              | LINEAR                      |
| 377326 | 2004 NL2               | 9 de juliol de 2004    | Siding Spring        | Siding Spring Survey        |
| 377327 | 2004 NE16              | 11 de juliol de 2004   | Socorro              | LINEAR                      |
| 377328 | 2004 NA21              | 14 de juliol de 2004   | Socorro              | LINEAR                      |
| 377329 | 2004 NG23              | 11 de juliol de 2004   | Socorro              | LINEAR                      |
| 377330 | 2004 OK3               | 16 de juliol de 2004   | Socorro              | LINEAR                      |
| 377331 | 2004 OF10              | 21 de juliol de 2004   | Reedy Creek          | J. Broughton                |
| 377332 | 2004 PW11              | 19 de juliol de 2004   | Anderson Mesa        | LONEOS                      |
| 377333 | 2004 PP12              | 7 d'agost de 2004      | Palomar              | NEAT                        |
| 377334 | 2004 PE31              | 8 d'agost de 2004      | Socorro              | LINEAR                      |
| 377335 | 2004 PF39              | 9 d'agost de 2004      | Anderson Mesa        | LONEOS                      |
| 377336 | 2004 PF50              | 8 d'agost de 2004      | Socorro              | LINEAR                      |
| 377337 | 2004 PK71              | 8 d'agost de 2004      | Socorro              | LINEAR                      |
| 377338 | 2004 PO72              | 8 d'agost de 2004      | Socorro              | LINEAR                      |
| 377339 | 2004 PG84              | 10 d'agost de 2004     | Anderson Mesa        | LONEOS                      |
| 377340 | 2004 PM102             | 12 d'agost de 2004     | Socorro              | LINEAR                      |
| 377341 | 2004 PG104             | 12 d'agost de 2004     | Siding Spring        | Siding Spring Survey        |
| 377342 | 2004 PM110             | 12 d'agost de 2004     | Socorro              | LINEAR                      |
| 377343 | 2004 QJ14              | 20 d'agost de 2004     | Socorro              | LINEAR                      |
| 377344 | 2004 QQ19              | 23 d'agost de 2004     | Kvistaberg           | Uppsala-DLR Asteroid Survey |
| 377345 | 2004 RP7               | 6 de setembre de 2004  | Palomar              | NEAT                        |
| 377346 | 2004 RB13              | 4 de setembre de 2004  | Palomar              | NEAT                        |
| 377347 | 2004 RB15              | 6 de setembre de 2004  | Siding Spring        | Siding Spring Survey        |
| 377348 | 2004 RA16              | 9 d'agost de 2004      | Anderson Mesa        | LONEOS                      |
| 377349 | 2004 RK34              | 7 de setembre de 2004  | Socorro              | LINEAR                      |
| 377350 | 2004 RH42              | 7 de setembre de 2004  | Kitt Peak            | Spacewatch                  |
| 377351 | 2004 RW54              | 8 de setembre de 2004  | Socorro              | LINEAR                      |
| 377352 | 2004 RQ57              | 8 de setembre de 2004  | Socorro              | LINEAR                      |
| 377353 | 2004 RL62              | 8 de setembre de 2004  | Socorro              | LINEAR                      |
| 377354 | 2004 RL63              | 8 de setembre de 2004  | Socorro              | LINEAR                      |
| 377355 | 2004 RS63              | 8 de setembre de 2004  | Socorro              | LINEAR                      |
| 377356 | 2004 RM70              | 8 de setembre de 2004  | Socorro              | LINEAR                      |
| 377357 | 2004 RK73              | 8 de setembre de 2004  | Socorro              | LINEAR                      |
| 377358 | 2004 RF74              | 8 de setembre de 2004  | Socorro              | LINEAR                      |
| 377359 | 2004 RQ76              | 8 de setembre de 2004  | Socorro              | LINEAR                      |
| 377360 | 2004 RK86              | 7 de setembre de 2004  | Socorro              | LINEAR                      |
| 377361 | 2004 RY88              | 8 de setembre de 2004  | Socorro              | LINEAR                      |
| 377362 | 2004 RG105             | 8 de setembre de 2004  | Palomar              | NEAT                        |
| 377363 | 2004 RK111             | 11 de setembre de 2004 | Desert Moon          | B. L. Stevens               |
| 377364 | 2004 RN112             | 6 de setembre de 2004  | Socorro              | LINEAR                      |
| 377365 | 2004 RJ113             | 6 de setembre de 2004  | Bergisch Gladbac     | W. Bickel                   |
| 377366 | 2004 RW116             | 7 de setembre de 2004  | Socorro              | LINEAR                      |
| 377367 | 2004 RZ133             | 7 de setembre de 2004  | Kitt Peak            | Spacewatch                  |
| 377368 | 2004 RP142             | 8 de setembre de 2004  | Socorro              | LINEAR                      |
| 377369 | 2004 RL150             | 9 de setembre de 2004  | Socorro              | LINEAR                      |
| 377370 | 2004 RW152             | 10 de setembre de 2004 | Socorro              | LINEAR                      |
| 377371 | 2004 RX152             | 10 de setembre de 2004 | Socorro              | LINEAR                      |
| 377372 | 2004 RM154             | 10 de setembre de 2004 | Socorro              | LINEAR                      |
| 377373 | 2004 RQ154             | 10 de setembre de 2004 | Socorro              | LINEAR                      |
| 377374 | 2004 RY185             | 10 de setembre de 2004 | Socorro              | LINEAR                      |
| 377375 | 2004 RF202             | 11 de setembre de 2004 | Socorro              | LINEAR                      |
| 377376 | 2004 RT202             | 11 de setembre de 2004 | Kitt Peak            | Spacewatch                  |
| 377377 | 2004 RU203             | 12 de setembre de 2004 | Kitt Peak            | Spacewatch                  |
| 377378 | 2004 RU207             | 20 d'agost de 2004     | Catalina             | CSS                         |
| 377379 | 2004 RN208             | 11 de setembre de 2004 | Socorro              | LINEAR                      |
| 377380 | 2004 RP208             | 11 de setembre de 2004 | Socorro              | LINEAR                      |
| 377381 | 2004 RZ208             | 11 de setembre de 2004 | Socorro              | LINEAR                      |
| 377382 | 2004 RU209             | 11 de setembre de 2004 | Socorro              | LINEAR                      |
| 377383 | 2004 RB218             | 11 de setembre de 2004 | Socorro              | LINEAR                      |
| 377384 | 2004 RM254             | 21 d'agost de 2004     | Catalina             | CSS                         |
| 377385 | 2004 RK263             | 10 de setembre de 2004 | Kitt Peak            | Spacewatch                  |
| 377386 | 2004 RF273             | 11 de setembre de 2004 | Kitt Peak            | Spacewatch                  |
| 377387 | 2004 RC288             | 15 de setembre de 2004 | 7300                 | W. K. Y. Yeung              |
| 377388 | 2004 RW308             | 13 de setembre de 2004 | Kitt Peak            | Spacewatch                  |
| 377389 | 2004 RG310             | 13 de setembre de 2004 | Palomar              | NEAT                        |
| 377390 | 2004 RA317             | 11 de setembre de 2004 | Socorro              | LINEAR                      |
| 377391 | 2004 RH326             | 13 de setembre de 2004 | Palomar              | NEAT                        |
| 377392 | 2004 RN336             | 15 de setembre de 2004 | Kitt Peak            | Spacewatch                  |
| 377393 | 2004 RK338             | 15 de setembre de 2004 | Kitt Peak            | Spacewatch                  |
| 377394 | 2004 RO340             | 7 de setembre de 2004  | Palomar              | NEAT                        |
| 377395 | 2004 RW349             | 12 de setembre de 2004 | Mauna Kea            | P. A. Wiegert               |
| 377396 | 2004 RU354             | 11 de setembre de 2004 | Kitt Peak            | Spacewatch                  |
| 377397 | 2004 RB357             | 3 de setembre de 2004  | Siding Spring        | Siding Spring Survey        |
| 377398 | 2004 SQ1               | 16 de setembre de 2004 | Kitt Peak            | Spacewatch                  |
| 377399 | 2004 SY3               | 17 de setembre de 2004 | Socorro              | LINEAR                      |
| 377400 | 2004 SQ8               | 17 de setembre de 2004 | Socorro              | LINEAR                      |

## 377401-377500
| Nom    | Designació provisional | Data de descobriment   | Lloc de descobriment | Descobridor/s     |
| ------ | ---------------------- | ---------------------- | -------------------- | ----------------- |
| 377401 | 2004 SN22              | 7 de setembre de 2004  | Kitt Peak            | Spacewatch        |
| 377402 | 2004 SC53              | 22 de setembre de 2004 | Socorro              | LINEAR            |
| 377403 | 2004 TK22              | 4 d'octubre de 2004    | Kitt Peak            | Spacewatch        |
| 377404 | 2004 TQ35              | 4 d'octubre de 2004    | Kitt Peak            | Spacewatch        |
| 377405 | 2004 TY45              | 4 d'octubre de 2004    | Kitt Peak            | Spacewatch        |
| 377406 | 2004 TF62              | 5 d'octubre de 2004    | Kitt Peak            | Spacewatch        |
| 377407 | 2004 TA63              | 17 de setembre de 2004 | Kitt Peak            | Spacewatch        |
| 377408 | 2004 TA66              | 5 d'octubre de 2004    | Anderson Mesa        | LONEOS            |
| 377409 | 2004 TS68              | 5 d'octubre de 2004    | Anderson Mesa        | LONEOS            |
| 377410 | 2004 TB74              | 6 d'octubre de 2004    | Kitt Peak            | Spacewatch        |
| 377411 | 2004 TE95              | 5 d'octubre de 2004    | Kitt Peak            | Spacewatch        |
| 377412 | 2004 TP104             | 17 de setembre de 2004 | Socorro              | LINEAR            |
| 377413 | 2004 TU104             | 7 d'octubre de 2004    | Kitt Peak            | Spacewatch        |
| 377414 | 2004 TA107             | 7 d'octubre de 2004    | Socorro              | LINEAR            |
| 377415 | 2004 TZ112             | 7 d'octubre de 2004    | Palomar              | NEAT              |
| 377416 | 2004 TH113             | 7 d'octubre de 2004    | Kitt Peak            | Spacewatch        |
| 377417 | 2004 TX116             | 4 d'octubre de 2004    | Anderson Mesa        | LONEOS            |
| 377418 | 2004 TZ122             | 7 d'octubre de 2004    | Anderson Mesa        | LONEOS            |
| 377419 | 2004 TX127             | 7 d'octubre de 2004    | Socorro              | LINEAR            |
| 377420 | 2004 TP132             | 7 d'octubre de 2004    | Palomar              | NEAT              |
| 377421 | 2004 TU138             | 13 de setembre de 2004 | Socorro              | LINEAR            |
| 377422 | 2004 TR146             | 6 d'octubre de 2004    | Kitt Peak            | Spacewatch        |
| 377423 | 2004 TT153             | 6 d'octubre de 2004    | Kitt Peak            | Spacewatch        |
| 377424 | 2004 TW165             | 13 de setembre de 2004 | Socorro              | LINEAR            |
| 377425 | 2004 TL166             | 7 d'octubre de 2004    | Kitt Peak            | Spacewatch        |
| 377426 | 2004 TF180             | 7 d'octubre de 2004    | Kitt Peak            | Spacewatch        |
| 377427 | 2004 TQ187             | 10 de setembre de 2004 | Kitt Peak            | Spacewatch        |
| 377428 | 2004 TW198             | 7 d'octubre de 2004    | Kitt Peak            | Spacewatch        |
| 377429 | 2004 TV202             | 7 d'octubre de 2004    | Kitt Peak            | Spacewatch        |
| 377430 | 2004 TS203             | 7 d'octubre de 2004    | Kitt Peak            | Spacewatch        |
| 377431 | 2004 TC205             | 7 d'octubre de 2004    | Kitt Peak            | Spacewatch        |
| 377432 | 2004 TK214             | 9 d'octubre de 2004    | Kitt Peak            | Spacewatch        |
| 377433 | 2004 TT218             | 5 d'octubre de 2004    | Palomar              | NEAT              |
| 377434 | 2004 TM220             | 2 de maig de 2003      | Kitt Peak            | Spacewatch        |
| 377435 | 2004 TM231             | 8 d'octubre de 2004    | Kitt Peak            | Spacewatch        |
| 377436 | 2004 TH244             | 18 de setembre de 2004 | Socorro              | LINEAR            |
| 377437 | 2004 TH273             | 9 d'octubre de 2004    | Kitt Peak            | Spacewatch        |
| 377438 | 2004 TC288             | 9 d'octubre de 2004    | Kitt Peak            | Spacewatch        |
| 377439 | 2004 TW290             | 10 d'octubre de 2004   | Kitt Peak            | Spacewatch        |
| 377440 | 2004 TK295             | 10 d'octubre de 2004   | Kitt Peak            | Spacewatch        |
| 377441 | 2004 TX307             | 10 d'octubre de 2004   | Socorro              | LINEAR            |
| 377442 | 2004 TM319             | 7 d'octubre de 2004    | Kitt Peak            | Spacewatch        |
| 377443 | 2004 TJ323             | 11 d'octubre de 2004   | Kitt Peak            | Spacewatch        |
| 377444 | 2004 TS323             | 11 d'octubre de 2004   | Kitt Peak            | Spacewatch        |
| 377445 | 2004 TU338             | 12 d'octubre de 2004   | Kitt Peak            | Spacewatch        |
| 377446 | 2004 TR345             | 6 d'octubre de 2004    | Kitt Peak            | Spacewatch        |
| 377447 | 2004 TE359             | 7 d'octubre de 2004    | Kitt Peak            | Spacewatch        |
| 377448 | 2004 TK366             | 9 d'octubre de 2004    | Anderson Mesa        | LONEOS            |
| 377449 | 2004 VW8               | 3 de novembre de 2004  | Catalina             | CSS               |
| 377450 | 2004 VG26              | 4 de novembre de 2004  | Catalina             | CSS               |
| 377451 | 2004 VK29              | 3 de novembre de 2004  | Kitt Peak            | Spacewatch        |
| 377452 | 2004 VF42              | 15 d'octubre de 2004   | Mount Lemmon         | Mt. Lemmon Survey |
| 377453 | 2004 VR46              | 4 de novembre de 2004  | Kitt Peak            | Spacewatch        |
| 377454 | 2004 VT47              | 4 de novembre de 2004  | Kitt Peak            | Spacewatch        |
| 377455 | 2004 VG57              | 5 de novembre de 2004  | Palomar              | NEAT              |
| 377456 | 2004 VX73              | 12 de novembre de 2004 | Catalina             | CSS               |
| 377457 | 2004 VP79              | 3 de novembre de 2004  | Kitt Peak            | Spacewatch        |
| 377458 | 2004 VS91              | 3 de novembre de 2004  | Palomar              | NEAT              |
| 377459 | 2004 WW6               | 19 de novembre de 2004 | Socorro              | LINEAR            |
| 377460 | 2004 WN8               | 19 de novembre de 2004 | Socorro              | LINEAR            |
| 377461 | 2004 XZ10              | 3 de desembre de 2004  | Kitt Peak            | Spacewatch        |
| 377462 | 2004 XP32              | 10 de desembre de 2004 | Socorro              | LINEAR            |
| 377463 | 2004 XE45              | 7 de desembre de 2004  | Socorro              | LINEAR            |
| 377464 | 2004 XS76              | 10 de desembre de 2004 | Socorro              | LINEAR            |
| 377465 | 2004 XP80              | 10 de desembre de 2004 | Socorro              | LINEAR            |
| 377466 | 2004 XC105             | 10 de desembre de 2004 | Kitt Peak            | Spacewatch        |
| 377467 | 2004 XX106             | 11 de desembre de 2004 | Socorro              | LINEAR            |
| 377468 | 2004 XL107             | 11 de desembre de 2004 | Socorro              | LINEAR            |
| 377469 | 2004 XD108             | 11 de desembre de 2004 | Socorro              | LINEAR            |
| 377470 | 2004 XX161             | 15 de desembre de 2004 | Socorro              | LINEAR            |
| 377471 | 2004 YG16              | 18 de desembre de 2004 | Mount Lemmon         | Mt. Lemmon Survey |
| 377472 | 2004 YG25              | 18 de desembre de 2004 | Mount Lemmon         | Mt. Lemmon Survey |
| 377473 | 2005 AQ                | 6 de gener de 2005     | Pla D'Arguines       | R. Ferrando       |
| 377474 | 2005 AW18              | 18 de desembre de 2004 | Mount Lemmon         | Mt. Lemmon Survey |
| 377475 | 2005 AA79              | 15 de gener de 2005    | Kitt Peak            | Spacewatch        |
| 377476 | 2005 AF79              | 15 de gener de 2005    | Kitt Peak            | Spacewatch        |
| 377477 | 2005 BV33              | 16 de gener de 2005    | Mauna Kea            | C. Veillet        |
| 377478 | 2005 CX9               | 1 de febrer de 2005    | Kitt Peak            | Spacewatch        |
| 377479 | 2005 CK47              | 2 de febrer de 2005    | Kitt Peak            | Spacewatch        |
| 377480 | 2005 CL50              | 2 de febrer de 2005    | Socorro              | LINEAR            |
| 377481 | 2005 CJ65              | 9 de febrer de 2005    | Kitt Peak            | Spacewatch        |
| 377482 | 2005 EK8               | 1 de març de 2005      | Kitt Peak            | Spacewatch        |
| 377483 | 2005 EW16              | 3 de març de 2005      | Kitt Peak            | Spacewatch        |
| 377484 | 2005 EW18              | 3 de març de 2005      | Kitt Peak            | Spacewatch        |
| 377485 | 2005 ED27              | 1 de març de 2005      | Kitt Peak            | Spacewatch        |
| 377486 | 2005 EB31              | 1 de març de 2005      | Kitt Peak            | Spacewatch        |
| 377487 | 2005 EX49              | 3 de març de 2005      | Catalina             | CSS               |
| 377488 | 2005 EY49              | 3 de març de 2005      | Catalina             | CSS               |
| 377489 | 2005 EY60              | 4 de març de 2005      | Catalina             | CSS               |
| 377490 | 2005 EM75              | 3 de març de 2005      | Kitt Peak            | Spacewatch        |
| 377491 | 2005 EK103             | 4 de març de 2005      | Kitt Peak            | Spacewatch        |
| 377492 | 2005 EB104             | 4 de març de 2005      | Kitt Peak            | Spacewatch        |
| 377493 | 2005 EK122             | 8 de març de 2005      | Mount Lemmon         | Mt. Lemmon Survey |
| 377494 | 2005 EA144             | 10 de març de 2005     | Mount Lemmon         | Mt. Lemmon Survey |
| 377495 | 2005 EN144             | 10 de març de 2005     | Mount Lemmon         | Mt. Lemmon Survey |
| 377496 | 2005 EP145             | 10 de març de 2005     | Mount Lemmon         | Mt. Lemmon Survey |
| 377497 | 2005 EJ147             | 10 de març de 2005     | Mount Lemmon         | Mt. Lemmon Survey |
| 377498 | 2005 EC148             | 10 de març de 2005     | Kitt Peak            | Spacewatch        |
| 377499 | 2005 EW151             | 10 de març de 2005     | Kitt Peak            | Spacewatch        |
| 377500 | 2005 ET157             | 9 de març de 2005      | Mount Lemmon         | Mt. Lemmon Survey |

## 377501-377600
| Nom    | Designació provisional | Data de descobriment | Lloc de descobriment | Descobridor/s        |
| ------ | ---------------------- | -------------------- | -------------------- | -------------------- |
| 377501 | 2005 ER158             | 9 de març de 2005    | Mount Lemmon         | Mt. Lemmon Survey    |
| 377502 | 2005 EJ159             | 9 de març de 2005    | Mount Lemmon         | Mt. Lemmon Survey    |
| 377503 | 2005 EE160             | 9 de març de 2005    | Mount Lemmon         | Mt. Lemmon Survey    |
| 377504 | 2005 EY176             | 8 de març de 2005    | Mount Lemmon         | Mt. Lemmon Survey    |
| 377505 | 2005 EJ179             | 9 de març de 2005    | Kitt Peak            | Spacewatch           |
| 377506 | 2005 EG183             | 9 de març de 2005    | Mount Lemmon         | Mt. Lemmon Survey    |
| 377507 | 2005 EY212             | 4 de març de 2005    | Mount Lemmon         | Mt. Lemmon Survey    |
| 377508 | 2005 EM219             | 10 de març de 2005   | Mount Lemmon         | Mt. Lemmon Survey    |
| 377509 | 2005 EL239             | 11 de març de 2005   | Kitt Peak            | Spacewatch           |
| 377510 | 2005 EV254             | 11 de març de 2005   | Mount Lemmon         | Mt. Lemmon Survey    |
| 377511 | 2005 EA255             | 11 de març de 2005   | Mount Lemmon         | Mt. Lemmon Survey    |
| 377512 | 2005 EV295             | 15 de març de 2005   | Catalina             | CSS                  |
| 377513 | 2005 EG314             | 10 de març de 2005   | Kitt Peak            | M. W. Buie           |
| 377514 | 2005 FB13              | 18 de març de 2005   | Catalina             | CSS                  |
| 377515 | 2005 GD1               | 2 d'abril de 2005    | Mayhill              | A. Lowe              |
| 377516 | 2005 GU6               | 1 d'abril de 2005    | Kitt Peak            | Spacewatch           |
| 377517 | 2005 GR11              | 1 d'abril de 2005    | Anderson Mesa        | LONEOS               |
| 377518 | 2005 GD17              | 11 de març de 2005   | Mount Lemmon         | Mt. Lemmon Survey    |
| 377519 | 2005 GP17              | 2 d'abril de 2005    | Mount Lemmon         | Mt. Lemmon Survey    |
| 377520 | 2005 GO19              | 2 d'abril de 2005    | Mount Lemmon         | Mt. Lemmon Survey    |
| 377521 | 2005 GD20              | 2 d'abril de 2005    | Palomar              | NEAT                 |
| 377522 | 2005 GQ36              | 2 d'abril de 2005    | Mount Lemmon         | Mt. Lemmon Survey    |
| 377523 | 2005 GC52              | 2 d'abril de 2005    | Mount Lemmon         | Mt. Lemmon Survey    |
| 377524 | 2005 GQ66              | 2 d'abril de 2005    | Mount Lemmon         | Mt. Lemmon Survey    |
| 377525 | 2005 GJ74              | 10 de març de 2005   | Catalina             | CSS                  |
| 377526 | 2005 GF78              | 6 d'abril de 2005    | Catalina             | CSS                  |
| 377527 | 2005 GA89              | 5 d'abril de 2005    | Palomar              | NEAT                 |
| 377528 | 2005 GE105             | 10 d'abril de 2005   | Kitt Peak            | Spacewatch           |
| 377529 | 2005 GG112             | 6 d'abril de 2005    | Kitt Peak            | Spacewatch           |
| 377530 | 2005 GD115             | 10 d'abril de 2005   | Mount Lemmon         | Mt. Lemmon Survey    |
| 377531 | 2005 GC124             | 9 d'abril de 2005    | Mount Lemmon         | Mt. Lemmon Survey    |
| 377532 | 2005 GH131             | 10 d'abril de 2005   | Kitt Peak            | Spacewatch           |
| 377533 | 2005 GB154             | 2 d'abril de 2005    | Kitt Peak            | Spacewatch           |
| 377534 | 2005 GQ155             | 10 d'abril de 2005   | Mount Lemmon         | Mt. Lemmon Survey    |
| 377535 | 2005 GG158             | 12 d'abril de 2005   | Kitt Peak            | Spacewatch           |
| 377536 | 2005 GN162             | 4 d'abril de 2005    | Catalina             | CSS                  |
| 377537 | 2005 GP172             | 14 d'abril de 2005   | Kitt Peak            | Spacewatch           |
| 377538 | 2005 GH178             | 15 d'abril de 2005   | Kitt Peak            | Spacewatch           |
| 377539 | 2005 GF181             | 12 d'abril de 2005   | Kitt Peak            | Spacewatch           |
| 377540 | 2005 GT200             | 4 d'abril de 2005    | Mount Lemmon         | Mt. Lemmon Survey    |
| 377541 | 2005 GT202             | 6 d'abril de 2005    | Mount Lemmon         | Mt. Lemmon Survey    |
| 377542 | 2005 GD206             | 11 d'abril de 2005   | Kitt Peak            | M. W. Buie           |
| 377543 | 2005 GA209             | 2 d'abril de 2005    | Catalina             | CSS                  |
| 377544 | 2005 GQ217             | 2 d'abril de 2005    | Kitt Peak            | Spacewatch           |
| 377545 | 2005 HP6               | 27 d'abril de 2005   | Campo Imperatore     | CINEOS               |
| 377546 | 2005 HO10              | 17 d'abril de 2005   | Kitt Peak            | Spacewatch           |
| 377547 | 2005 JQ13              | 4 de maig de 2005    | Mauna Kea            | C. Veillet           |
| 377548 | 2005 JL16              | 4 de maig de 2005    | Mount Lemmon         | Mt. Lemmon Survey    |
| 377549 | 2005 JD24              | 3 de maig de 2005    | Kitt Peak            | Spacewatch           |
| 377550 | 2005 JN35              | 4 de maig de 2005    | Kitt Peak            | Spacewatch           |
| 377551 | 2005 JP43              | 8 de maig de 2005    | Kitt Peak            | Spacewatch           |
| 377552 | 2005 JV47              | 3 de maig de 2005    | Kitt Peak            | Spacewatch           |
| 377553 | 2005 JZ54              | 4 de maig de 2005    | Kitt Peak            | Spacewatch           |
| 377554 | 2005 JM56              | 6 de maig de 2005    | Kitt Peak            | Spacewatch           |
| 377555 | 2005 JE76              | 9 de maig de 2005    | Mount Lemmon         | Mt. Lemmon Survey    |
| 377556 | 2005 JR78              | 11 d'abril de 2005   | Mount Lemmon         | Mt. Lemmon Survey    |
| 377557 | 2005 JD79              | 10 de maig de 2005   | Mount Lemmon         | Mt. Lemmon Survey    |
| 377558 | 2005 JO89              | 11 de maig de 2005   | Mount Lemmon         | Mt. Lemmon Survey    |
| 377559 | 2005 JF117             | 10 de maig de 2005   | Kitt Peak            | Spacewatch           |
| 377560 | 2005 JT117             | 10 de maig de 2005   | Kitt Peak            | Spacewatch           |
| 377561 | 2005 JR127             | 12 de maig de 2005   | Socorro              | LINEAR               |
| 377562 | 2005 JG137             | 13 de maig de 2005   | Kitt Peak            | Spacewatch           |
| 377563 | 2005 JE140             | 14 de maig de 2005   | Socorro              | LINEAR               |
| 377564 | 2005 JQ149             | 3 de maig de 2005    | Kitt Peak            | Spacewatch           |
| 377565 | 2005 JF152             | 4 de maig de 2005    | Mount Lemmon         | Mt. Lemmon Survey    |
| 377566 | 2005 KV7               | 20 de maig de 2005   | Mount Lemmon         | Mt. Lemmon Survey    |
| 377567 | 2005 LV4               | 1 de juny de 2005    | Kitt Peak            | Spacewatch           |
| 377568 | 2005 LH7               | 12 de maig de 2005   | Socorro              | LINEAR               |
| 377569 | 2005 LW17              | 15 de maig de 2005   | Mount Lemmon         | Mt. Lemmon Survey    |
| 377570 | 2005 LR18              | 8 de juny de 2005    | Kitt Peak            | Spacewatch           |
| 377571 | 2005 LC20              | 4 de juny de 2005    | Kitt Peak            | Spacewatch           |
| 377572 | 2005 LA24              | 9 de juny de 2005    | Kitt Peak            | Spacewatch           |
| 377573 | 2005 LH25              | 8 de juny de 2005    | Kitt Peak            | Spacewatch           |
| 377574 | 2005 LU27              | 9 de juny de 2005    | Kitt Peak            | Spacewatch           |
| 377575 | 2005 LB52              | 15 de juny de 2005   | Mount Lemmon         | Mt. Lemmon Survey    |
| 377576 | 2005 NB16              | 2 de juliol de 2005  | Kitt Peak            | Spacewatch           |
| 377577 | 2005 NN17              | 3 de juliol de 2005  | Mount Lemmon         | Mt. Lemmon Survey    |
| 377578 | 2005 NJ21              | 1 de juliol de 2005  | Kitt Peak            | Spacewatch           |
| 377579 | 2005 NB29              | 5 de juliol de 2005  | Palomar              | NEAT                 |
| 377580 | 2005 NC33              | 5 de juliol de 2005  | Kitt Peak            | Spacewatch           |
| 377581 | 2005 NL33              | 5 de juliol de 2005  | Kitt Peak            | Spacewatch           |
| 377582 | 2005 NE34              | 5 de juliol de 2005  | Kitt Peak            | Spacewatch           |
| 377583 | 2005 NP41              | 4 de juliol de 2005  | Mount Lemmon         | Mt. Lemmon Survey    |
| 377584 | 2005 NH43              | 5 de juliol de 2005  | Palomar              | NEAT                 |
| 377585 | 2005 NA46              | 17 de juny de 2005   | Mount Lemmon         | Mt. Lemmon Survey    |
| 377586 | 2005 NE79              | 3 de juliol de 2005  | Mount Lemmon         | Mt. Lemmon Survey    |
| 377587 | 2005 NG85              | 3 de juliol de 2005  | Mount Lemmon         | Mt. Lemmon Survey    |
| 377588 | 2005 NJ87              | 3 de juliol de 2005  | Mount Lemmon         | Mt. Lemmon Survey    |
| 377589 | 2005 NB88              | 4 de juliol de 2005  | Kitt Peak            | Spacewatch           |
| 377590 | 2005 NG102             | 15 de juliol de 2005 | Mount Lemmon         | Mt. Lemmon Survey    |
| 377591 | 2005 ON11              | 28 de juliol de 2005 | Palomar              | NEAT                 |
| 377592 | 2005 OT12              | 29 de juliol de 2005 | Palomar              | NEAT                 |
| 377593 | 2005 QV27              | 27 d'agost de 2005   | Kitt Peak            | Spacewatch           |
| 377594 | 2005 QM45              | 26 d'agost de 2005   | Palomar              | NEAT                 |
| 377595 | 2005 QR53              | 28 d'agost de 2005   | Kitt Peak            | Spacewatch           |
| 377596 | 2005 QM65              | 26 d'agost de 2005   | Siding Spring        | Siding Spring Survey |
| 377597 | 2005 QT70              | 26 d'agost de 2005   | Anderson Mesa        | LONEOS               |
| 377598 | 2005 QW123             | 28 d'agost de 2005   | Kitt Peak            | Spacewatch           |
| 377599 | 2005 QL129             | 28 d'agost de 2005   | Kitt Peak            | Spacewatch           |
| 377600 | 2005 QU152             | 26 d'agost de 2005   | Palomar              | NEAT                 |

## 377601-377700
| Nom    | Designació provisional | Data de descobriment   | Lloc de descobriment | Descobridor/s     |
| ------ | ---------------------- | ---------------------- | -------------------- | ----------------- |
| 377601 | 2005 QB153             | 26 d'agost de 2005     | Palomar              | NEAT              |
| 377602 | 2005 QJ158             | 26 d'agost de 2005     | Palomar              | NEAT              |
| 377603 | 2005 QW160             | 28 d'agost de 2005     | Kitt Peak            | Spacewatch        |
| 377604 | 2005 QY164             | 31 d'agost de 2005     | Palomar              | NEAT              |
| 377605 | 2005 QV180             | 29 d'agost de 2005     | Palomar              | NEAT              |
| 377606 | 2005 RW2               | 3 de setembre de 2005  | Palomar              | NEAT              |
| 377607 | 2005 RU24              | 11 de setembre de 2005 | Socorro              | LINEAR            |
| 377608 | 2005 RB34              | 14 de setembre de 2005 | Catalina             | CSS               |
| 377609 | 2005 RC43              | 14 de setembre de 2005 | Kitt Peak            | Spacewatch        |
| 377610 | 2005 RU43              | 1 de setembre de 2005  | Kitt Peak            | Spacewatch        |
| 377611 | 2005 SJ7               | 24 de setembre de 2005 | Kitt Peak            | Spacewatch        |
| 377612 | 2005 SM8               | 25 de setembre de 2005 | Catalina             | CSS               |
| 377613 | 2005 SM27              | 23 de setembre de 2005 | Kitt Peak            | Spacewatch        |
| 377614 | 2005 SK51              | 24 de setembre de 2005 | Kitt Peak            | Spacewatch        |
| 377615 | 2005 SP53              | 25 de setembre de 2005 | Kitt Peak            | Spacewatch        |
| 377616 | 2005 SO70              | 28 de setembre de 2005 | Palomar              | NEAT              |
| 377617 | 2005 SS78              | 24 de setembre de 2005 | Kitt Peak            | Spacewatch        |
| 377618 | 2005 SP102             | 25 de setembre de 2005 | Kitt Peak            | Spacewatch        |
| 377619 | 2005 SE115             | 27 de setembre de 2005 | Kitt Peak            | Spacewatch        |
| 377620 | 2005 SB133             | 29 de setembre de 2005 | Kitt Peak            | Spacewatch        |
| 377621 | 2005 SY154             | 26 de setembre de 2005 | Kitt Peak            | Spacewatch        |
| 377622 | 2005 SC183             | 29 de setembre de 2005 | Kitt Peak            | Spacewatch        |
| 377623 | 2005 SZ203             | 30 de setembre de 2005 | Mount Lemmon         | Mt. Lemmon Survey |
| 377624 | 2005 SY206             | 30 de setembre de 2005 | Anderson Mesa        | LONEOS            |
| 377625 | 2005 SV223             | 29 de setembre de 2005 | Mount Lemmon         | Mt. Lemmon Survey |
| 377626 | 2005 SR238             | 31 d'agost de 2005     | Kitt Peak            | Spacewatch        |
| 377627 | 2005 SF245             | 30 de setembre de 2005 | Mount Lemmon         | Mt. Lemmon Survey |
| 377628 | 2005 SO252             | 24 de setembre de 2005 | Palomar              | NEAT              |
| 377629 | 2005 SY265             | 29 de setembre de 2005 | Kitt Peak            | Spacewatch        |
| 377630 | 2005 SF290             | 29 de setembre de 2005 | Mount Lemmon         | Mt. Lemmon Survey |
| 377631 | 2005 TJ16              | 1 d'octubre de 2005    | Kitt Peak            | Spacewatch        |
| 377632 | 2005 TN25              | 1 d'octubre de 2005    | Mount Lemmon         | Mt. Lemmon Survey |
| 377633 | 2005 TW51              | 12 d'octubre de 2005   | Altschwendt          | W. Ries           |
| 377634 | 2005 TL52              | 10 d'octubre de 2005   | Catalina             | CSS               |
| 377635 | 2005 TA58              | 1 d'octubre de 2005    | Mount Lemmon         | Mt. Lemmon Survey |
| 377636 | 2005 TW62              | 4 d'octubre de 2005    | Mount Lemmon         | Mt. Lemmon Survey |
| 377637 | 2005 TV75              | 3 d'octubre de 2005    | Catalina             | CSS               |
| 377638 | 2005 TN94              | 6 d'octubre de 2005    | Kitt Peak            | Spacewatch        |
| 377639 | 2005 TN102             | 7 d'octubre de 2005    | Mount Lemmon         | Mt. Lemmon Survey |
| 377640 | 2005 TP124             | 7 d'octubre de 2005    | Kitt Peak            | Spacewatch        |
| 377641 | 2005 UH64              | 25 d'octubre de 2005   | Catalina             | CSS               |
| 377642 | 2005 US82              | 22 d'octubre de 2005   | Kitt Peak            | Spacewatch        |
| 377643 | 2005 UT96              | 22 d'octubre de 2005   | Kitt Peak            | Spacewatch        |
| 377644 | 2005 UM97              | 22 d'octubre de 2005   | Kitt Peak            | Spacewatch        |
| 377645 | 2005 UM107             | 22 d'octubre de 2005   | Kitt Peak            | Spacewatch        |
| 377646 | 2005 UH114             | 22 d'octubre de 2005   | Kitt Peak            | Spacewatch        |
| 377647 | 2005 UF128             | 24 d'octubre de 2005   | Kitt Peak            | Spacewatch        |
| 377648 | 2005 UD135             | 25 d'octubre de 2005   | Kitt Peak            | Spacewatch        |
| 377649 | 2005 UB136             | 25 d'octubre de 2005   | Mount Lemmon         | Mt. Lemmon Survey |
| 377650 | 2005 UH136             | 25 d'octubre de 2005   | Mount Lemmon         | Mt. Lemmon Survey |
| 377651 | 2005 UZ138             | 25 d'octubre de 2005   | Kitt Peak            | Spacewatch        |
| 377652 | 2005 UK147             | 26 d'octubre de 2005   | Kitt Peak            | Spacewatch        |
| 377653 | 2005 UE153             | 26 d'octubre de 2005   | Kitt Peak            | Spacewatch        |
| 377654 | 2005 UV167             | 24 d'octubre de 2005   | Kitt Peak            | Spacewatch        |
| 377655 | 2005 UL169             | 24 d'octubre de 2005   | Kitt Peak            | Spacewatch        |
| 377656 | 2005 UY175             | 24 d'octubre de 2005   | Kitt Peak            | Spacewatch        |
| 377657 | 2005 UO202             | 25 d'octubre de 2005   | Kitt Peak            | Spacewatch        |
| 377658 | 2005 UY221             | 25 d'octubre de 2005   | Kitt Peak            | Spacewatch        |
| 377659 | 2005 UG222             | 25 d'octubre de 2005   | Kitt Peak            | Spacewatch        |
| 377660 | 2005 UM225             | 25 d'octubre de 2005   | Kitt Peak            | Spacewatch        |
| 377661 | 2005 UZ226             | 25 d'octubre de 2005   | Kitt Peak            | Spacewatch        |
| 377662 | 2005 UZ231             | 25 d'octubre de 2005   | Mount Lemmon         | Mt. Lemmon Survey |
| 377663 | 2005 UU234             | 25 d'octubre de 2005   | Kitt Peak            | Spacewatch        |
| 377664 | 2005 UM252             | 26 d'octubre de 2005   | Kitt Peak            | Spacewatch        |
| 377665 | 2005 UX254             | 22 d'octubre de 2005   | Catalina             | CSS               |
| 377666 | 2005 UE260             | 25 d'octubre de 2005   | Kitt Peak            | Spacewatch        |
| 377667 | 2005 UF271             | 28 d'octubre de 2005   | Socorro              | LINEAR            |
| 377668 | 2005 UF274             | 24 d'octubre de 2005   | Palomar              | NEAT              |
| 377669 | 2005 UM282             | 26 d'octubre de 2005   | Kitt Peak            | Spacewatch        |
| 377670 | 2005 UM287             | 26 d'octubre de 2005   | Kitt Peak            | Spacewatch        |
| 377671 | 2005 UU299             | 26 d'octubre de 2005   | Kitt Peak            | Spacewatch        |
| 377672 | 2005 UM353             | 29 d'octubre de 2005   | Catalina             | CSS               |
| 377673 | 2005 UG358             | 24 d'octubre de 2005   | Kitt Peak            | Spacewatch        |
| 377674 | 2005 UD369             | 27 d'octubre de 2005   | Kitt Peak            | Spacewatch        |
| 377675 | 2005 UU380             | 30 d'octubre de 2005   | Mount Lemmon         | Mt. Lemmon Survey |
| 377676 | 2005 UZ401             | 27 d'octubre de 2005   | Kitt Peak            | Spacewatch        |
| 377677 | 2005 UU404             | 29 d'octubre de 2005   | Mount Lemmon         | Mt. Lemmon Survey |
| 377678 | 2005 UD424             | 28 d'octubre de 2005   | Kitt Peak            | Spacewatch        |
| 377679 | 2005 UE431             | 28 d'octubre de 2005   | Kitt Peak            | Spacewatch        |
| 377680 | 2005 UM440             | 29 d'octubre de 2005   | Catalina             | CSS               |
| 377681 | 2005 UJ512             | 29 d'octubre de 2005   | Mount Lemmon         | Mt. Lemmon Survey |
| 377682 | 2005 VJ                | 2 de novembre de 2005  | Lulin                | Lulin             |
| 377683 | 2005 VC30              | 4 de novembre de 2005  | Kitt Peak            | Spacewatch        |
| 377684 | 2005 VE32              | 4 de novembre de 2005  | Kitt Peak            | Spacewatch        |
| 377685 | 2005 VR41              | 4 de novembre de 2005  | Mount Lemmon         | Mt. Lemmon Survey |
| 377686 | 2005 VZ45              | 4 de novembre de 2005  | Kitt Peak            | Spacewatch        |
| 377687 | 2005 VH65              | 1 de novembre de 2005  | Mount Lemmon         | Mt. Lemmon Survey |
| 377688 | 2005 VY67              | 1 de novembre de 2005  | Mount Lemmon         | Mt. Lemmon Survey |
| 377689 | 2005 VG94              | 6 de novembre de 2005  | Mount Lemmon         | Mt. Lemmon Survey |
| 377690 | 2005 VS97              | 5 de novembre de 2005  | Kitt Peak            | Spacewatch        |
| 377691 | 2005 VG107             | 5 de novembre de 2005  | Kitt Peak            | Spacewatch        |
| 377692 | 2005 VU112             | 9 de novembre de 2005  | Campo Imperatore     | CINEOS            |
| 377693 | 2005 VE119             | 4 de novembre de 2005  | Mount Lemmon         | Mt. Lemmon Survey |
| 377694 | 2005 VZ119             | 6 de novembre de 2005  | Mount Lemmon         | Mt. Lemmon Survey |
| 377695 | 2005 VF134             | 1 de novembre de 2005  | Kitt Peak            | Spacewatch        |
| 377696 | 2005 WF1               | 21 de novembre de 2005 | Palomar              | NEAT              |
| 377697 | 2005 WL1               | 21 de novembre de 2005 | Socorro              | LINEAR            |
| 377698 | 2005 WJ9               | 31 d'octubre de 2005   | Kitt Peak            | Spacewatch        |
| 377699 | 2005 WG16              | 22 de novembre de 2005 | Kitt Peak            | Spacewatch        |
| 377700 | 2005 WC18              | 22 de novembre de 2005 | Kitt Peak            | Spacewatch        |

## 377701-377800
| Nom    | Designació provisional | Data de descobriment   | Lloc de descobriment | Descobridor/s     |
| ------ | ---------------------- | ---------------------- | -------------------- | ----------------- |
| 377701 | 2005 WU19              | 21 de novembre de 2005 | Kitt Peak            | Spacewatch        |
| 377702 | 2005 WC22              | 21 de novembre de 2005 | Kitt Peak            | Spacewatch        |
| 377703 | 2005 WW24              | 21 de novembre de 2005 | Kitt Peak            | Spacewatch        |
| 377704 | 2005 WZ32              | 21 de novembre de 2005 | Kitt Peak            | Spacewatch        |
| 377705 | 2005 WG33              | 21 de novembre de 2005 | Kitt Peak            | Spacewatch        |
| 377706 | 2005 WD44              | 21 de novembre de 2005 | Kitt Peak            | Spacewatch        |
| 377707 | 2005 WN54              | 25 de novembre de 2005 | Kitt Peak            | Spacewatch        |
| 377708 | 2005 WW56              | 29 de novembre de 2005 | Junk Bond            | D. Healy          |
| 377709 | 2005 WL76              | 25 de novembre de 2005 | Kitt Peak            | Spacewatch        |
| 377710 | 2005 WL82              | 25 de novembre de 2005 | Mount Lemmon         | Mt. Lemmon Survey |
| 377711 | 2005 WP88              | 22 de novembre de 2005 | Kitt Peak            | Spacewatch        |
| 377712 | 2005 WU96              | 26 de novembre de 2005 | Kitt Peak            | Spacewatch        |
| 377713 | 2005 WE99              | 28 de novembre de 2005 | Mount Lemmon         | Mt. Lemmon Survey |
| 377714 | 2005 WK101             | 29 de novembre de 2005 | Mount Lemmon         | Mt. Lemmon Survey |
| 377715 | 2005 WV101             | 29 de novembre de 2005 | Socorro              | LINEAR            |
| 377716 | 2005 WU109             | 30 de novembre de 2005 | Kitt Peak            | Spacewatch        |
| 377717 | 2005 WD111             | 30 de novembre de 2005 | Kitt Peak            | Spacewatch        |
| 377718 | 2005 WE120             | 29 de novembre de 2005 | Socorro              | LINEAR            |
| 377719 | 2005 WB122             | 30 de novembre de 2005 | Mount Lemmon         | Mt. Lemmon Survey |
| 377720 | 2005 WD129             | 4 de novembre de 2005  | Kitt Peak            | Spacewatch        |
| 377721 | 2005 WS143             | 30 de novembre de 2005 | Kitt Peak            | Spacewatch        |
| 377722 | 2005 WC148             | 26 de novembre de 2005 | Socorro              | LINEAR            |
| 377723 | 2005 WJ150             | 28 de novembre de 2005 | Socorro              | LINEAR            |
| 377724 | 2005 WZ162             | 28 de novembre de 2005 | Mount Lemmon         | Mt. Lemmon Survey |
| 377725 | 2005 WL177             | 30 de novembre de 2005 | Kitt Peak            | Spacewatch        |
| 377726 | 2005 WR179             | 21 de novembre de 2005 | Catalina             | CSS               |
| 377727 | 2005 WR180             | 22 de novembre de 2005 | Catalina             | CSS               |
| 377728 | 2005 WQ183             | 28 de novembre de 2005 | Socorro              | LINEAR            |
| 377729 | 2005 WQ211             | 30 de novembre de 2005 | Kitt Peak            | Spacewatch        |
| 377730 | 2005 XF1               | 2 de desembre de 2005  | Socorro              | LINEAR            |
| 377731 | 2005 XR3               | 1 de desembre de 2005  | Socorro              | LINEAR            |
| 377732 | 2005 XJ8               | 4 de desembre de 2005  | Catalina             | CSS               |
| 377733 | 2005 XQ15              | 22 de novembre de 2005 | Kitt Peak            | Spacewatch        |
| 377734 | 2005 XB20              | 2 de desembre de 2005  | Kitt Peak            | Spacewatch        |
| 377735 | 2005 XH21              | 2 de desembre de 2005  | Kitt Peak            | Spacewatch        |
| 377736 | 2005 XX21              | 2 de desembre de 2005  | Socorro              | LINEAR            |
| 377737 | 2005 XZ25              | 4 de desembre de 2005  | Socorro              | LINEAR            |
| 377738 | 2005 XW28              | 2 de desembre de 2005  | Socorro              | LINEAR            |
| 377739 | 2005 XB33              | 22 de novembre de 2005 | Kitt Peak            | Spacewatch        |
| 377740 | 2005 XY36              | 4 de desembre de 2005  | Kitt Peak            | Spacewatch        |
| 377741 | 2005 XZ52              | 2 de desembre de 2005  | Kitt Peak            | Spacewatch        |
| 377742 | 2005 XG61              | 4 de desembre de 2005  | Mount Lemmon         | Mt. Lemmon Survey |
| 377743 | 2005 XF62              | 5 de desembre de 2005  | Kitt Peak            | Spacewatch        |
| 377744 | 2005 XM68              | 6 de desembre de 2005  | Kitt Peak            | Spacewatch        |
| 377745 | 2005 XY77              | 10 de desembre de 2005 | Catalina             | CSS               |
| 377746 | 2005 XV81              | 7 de desembre de 2005  | Kitt Peak            | Spacewatch        |
| 377747 | 2005 XN105             | 1 de desembre de 2005  | Kitt Peak            | M. W. Buie        |
| 377748 | 2005 XA118             | 5 de desembre de 2005  | Mount Lemmon         | Mt. Lemmon Survey |
| 377749 | 2005 YV5               | 21 de desembre de 2005 | Kitt Peak            | Spacewatch        |
| 377750 | 2005 YA13              | 22 de desembre de 2005 | Kitt Peak            | Spacewatch        |
| 377751 | 2005 YT14              | 22 de desembre de 2005 | Kitt Peak            | Spacewatch        |
| 377752 | 2005 YG15              | 22 de desembre de 2005 | Kitt Peak            | Spacewatch        |
| 377753 | 2005 YM15              | 22 de desembre de 2005 | Kitt Peak            | Spacewatch        |
| 377754 | 2005 YQ16              | 22 de desembre de 2005 | Kitt Peak            | Spacewatch        |
| 377755 | 2005 YG25              | 24 de desembre de 2005 | Kitt Peak            | Spacewatch        |
| 377756 | 2005 YX32              | 22 de desembre de 2005 | Kitt Peak            | Spacewatch        |
| 377757 | 2005 YL33              | 24 de desembre de 2005 | Kitt Peak            | Spacewatch        |
| 377758 | 2005 YT47              | 26 de desembre de 2005 | Catalina             | CSS               |
| 377759 | 2005 YF48              | 22 de desembre de 2005 | Kitt Peak            | Spacewatch        |
| 377760 | 2005 YN55              | 25 de desembre de 2005 | Kitt Peak            | Spacewatch        |
| 377761 | 2005 YO60              | 22 de desembre de 2005 | Kitt Peak            | Spacewatch        |
| 377762 | 2005 YQ60              | 22 de desembre de 2005 | Kitt Peak            | Spacewatch        |
| 377763 | 2005 YH70              | 26 de desembre de 2005 | Kitt Peak            | Spacewatch        |
| 377764 | 2005 YK79              | 24 de desembre de 2005 | Kitt Peak            | Spacewatch        |
| 377765 | 2005 YH87              | 21 de desembre de 2005 | Junk Bond            | D. Healy          |
| 377766 | 2005 YK114             | 25 de desembre de 2005 | Kitt Peak            | Spacewatch        |
| 377767 | 2005 YX118             | 26 de desembre de 2005 | Mount Lemmon         | Mt. Lemmon Survey |
| 377768 | 2005 YC124             | 25 de desembre de 2005 | Kitt Peak            | Spacewatch        |
| 377769 | 2005 YN129             | 24 de desembre de 2005 | Kitt Peak            | Spacewatch        |
| 377770 | 2005 YQ130             | 25 de desembre de 2005 | Mount Lemmon         | Mt. Lemmon Survey |
| 377771 | 2005 YR135             | 26 de desembre de 2005 | Kitt Peak            | Spacewatch        |
| 377772 | 2005 YV160             | 27 de desembre de 2005 | Kitt Peak            | Spacewatch        |
| 377773 | 2005 YO168             | 29 de desembre de 2005 | Kitt Peak            | Spacewatch        |
| 377774 | 2005 YO171             | 7 de desembre de 2005  | Catalina             | CSS               |
| 377775 | 2005 YR178             | 25 de desembre de 2005 | Kitt Peak            | Spacewatch        |
| 377776 | 2005 YG185             | 27 de desembre de 2005 | Kitt Peak            | Spacewatch        |
| 377777 | 2005 YA186             | 6 de desembre de 2005  | Mount Lemmon         | Mt. Lemmon Survey |
| 377778 | 2005 YS200             | 22 de desembre de 2005 | Kitt Peak            | Spacewatch        |
| 377779 | 2005 YG211             | 25 de desembre de 2005 | Catalina             | CSS               |
| 377780 | 2005 YQ218             | 30 de desembre de 2005 | Mount Lemmon         | Mt. Lemmon Survey |
| 377781 | 2005 YU224             | 25 de desembre de 2005 | Kitt Peak            | Spacewatch        |
| 377782 | 2005 YD228             | 25 de desembre de 2005 | Kitt Peak            | Spacewatch        |
| 377783 | 2005 YC251             | 28 de desembre de 2005 | Kitt Peak            | Spacewatch        |
| 377784 | 2005 YL263             | 25 de desembre de 2005 | Kitt Peak            | Spacewatch        |
| 377785 | 2005 YL271             | 28 de desembre de 2005 | Kitt Peak            | Spacewatch        |
| 377786 | 2005 YD272             | 29 de desembre de 2005 | Kitt Peak            | Spacewatch        |
| 377787 | 2005 YK287             | 30 de desembre de 2005 | Anderson Mesa        | LONEOS            |
| 377788 | 2006 AB1               | 2 de gener de 2006     | Mount Lemmon         | Mt. Lemmon Survey |
| 377789 | 2006 AV11              | 4 de gener de 2006     | Kitt Peak            | Spacewatch        |
| 377790 | 2006 AF15              | 5 de gener de 2006     | Mount Lemmon         | Mt. Lemmon Survey |
| 377791 | 2006 AW20              | 5 de gener de 2006     | Catalina             | CSS               |
| 377792 | 2006 AY21              | 5 de gener de 2006     | Catalina             | CSS               |
| 377793 | 2006 AY23              | 4 de gener de 2006     | Catalina             | CSS               |
| 377794 | 2006 AM25              | 5 de gener de 2006     | Kitt Peak            | Spacewatch        |
| 377795 | 2006 AM27              | 5 de gener de 2006     | Kitt Peak            | Spacewatch        |
| 377796 | 2006 AW32              | 5 de gener de 2006     | Catalina             | CSS               |
| 377797 | 2006 AQ35              | 4 de gener de 2006     | Mount Lemmon         | Mt. Lemmon Survey |
| 377798 | 2006 AP42              | 6 de gener de 2006     | Kitt Peak            | Spacewatch        |
| 377799 | 2006 AJ55              | 5 de gener de 2006     | Kitt Peak            | Spacewatch        |
| 377800 | 2006 AZ57              | 8 de gener de 2006     | Mount Lemmon         | Mt. Lemmon Survey |

## 377801-377900
| Nom    | Designació provisional | Data de descobriment   | Lloc de descobriment | Descobridor/s     |
| ------ | ---------------------- | ---------------------- | -------------------- | ----------------- |
| 377801 | 2006 AN62              | 6 de gener de 2006     | Kitt Peak            | Spacewatch        |
| 377802 | 2006 AG67              | 9 de gener de 2006     | Kitt Peak            | Spacewatch        |
| 377803 | 2006 AH67              | 9 de gener de 2006     | Kitt Peak            | Spacewatch        |
| 377804 | 2006 AW70              | 6 de gener de 2006     | Kitt Peak            | Spacewatch        |
| 377805 | 2006 AL72              | 6 de gener de 2006     | Mount Lemmon         | Mt. Lemmon Survey |
| 377806 | 2006 AN77              | 6 de gener de 2006     | Mount Lemmon         | Mt. Lemmon Survey |
| 377807 | 2006 AG82              | 3 de gener de 2006     | Socorro              | LINEAR            |
| 377808 | 2006 AN102             | 8 de gener de 2006     | Mount Lemmon         | Mt. Lemmon Survey |
| 377809 | 2006 BX4               | 21 de gener de 2006    | Kitt Peak            | Spacewatch        |
| 377810 | 2006 BN9               | 22 de gener de 2006    | Anderson Mesa        | LONEOS            |
| 377811 | 2006 BM12              | 21 de gener de 2006    | Kitt Peak            | Spacewatch        |
| 377812 | 2006 BH13              | 4 de gener de 2006     | Mount Lemmon         | Mt. Lemmon Survey |
| 377813 | 2006 BO15              | 22 de gener de 2006    | Mount Lemmon         | Mt. Lemmon Survey |
| 377814 | 2006 BB31              | 20 de gener de 2006    | Kitt Peak            | Spacewatch        |
| 377815 | 2006 BA37              | 23 de gener de 2006    | Catalina             | CSS               |
| 377816 | 2006 BE51              | 25 de gener de 2006    | Kitt Peak            | Spacewatch        |
| 377817 | 2006 BD68              | 23 de gener de 2006    | Kitt Peak            | Spacewatch        |
| 377818 | 2006 BN74              | 23 de gener de 2006    | Kitt Peak            | Spacewatch        |
| 377819 | 2006 BB75              | 23 de gener de 2006    | Kitt Peak            | Spacewatch        |
| 377820 | 2006 BP80              | 23 de gener de 2006    | Kitt Peak            | Spacewatch        |
| 377821 | 2006 BZ84              | 5 de març de 2002      | Kitt Peak            | Spacewatch        |
| 377822 | 2006 BM85              | 25 de gener de 2006    | Kitt Peak            | Spacewatch        |
| 377823 | 2006 BS86              | 25 de gener de 2006    | Kitt Peak            | Spacewatch        |
| 377824 | 2006 BA94              | 26 de gener de 2006    | Kitt Peak            | Spacewatch        |
| 377825 | 2006 BW99              | 22 de gener de 2006    | Catalina             | CSS               |
| 377826 | 2006 BA101             | 23 de gener de 2006    | Kitt Peak            | Spacewatch        |
| 377827 | 2006 BM102             | 23 de gener de 2006    | Mount Lemmon         | Mt. Lemmon Survey |
| 377828 | 2006 BC104             | 24 de gener de 2006    | Kitt Peak            | Spacewatch        |
| 377829 | 2006 BL109             | 25 de gener de 2006    | Kitt Peak            | Spacewatch        |
| 377830 | 2006 BD111             | 25 de gener de 2006    | Kitt Peak            | Spacewatch        |
| 377831 | 2006 BU112             | 25 de gener de 2006    | Kitt Peak            | Spacewatch        |
| 377832 | 2006 BR113             | 25 de gener de 2006    | Kitt Peak            | Spacewatch        |
| 377833 | 2006 BY116             | 26 de gener de 2006    | Kitt Peak            | Spacewatch        |
| 377834 | 2006 BT119             | 26 de gener de 2006    | Kitt Peak            | Spacewatch        |
| 377835 | 2006 BU120             | 26 de gener de 2006    | Kitt Peak            | Spacewatch        |
| 377836 | 2006 BS122             | 26 de gener de 2006    | Kitt Peak            | Spacewatch        |
| 377837 | 2006 BL125             | 26 de gener de 2006    | Kitt Peak            | Spacewatch        |
| 377838 | 2006 BL142             | 26 de gener de 2006    | Mount Lemmon         | Mt. Lemmon Survey |
| 377839 | 2006 BQ142             | 26 de gener de 2006    | Mount Lemmon         | Mt. Lemmon Survey |
| 377840 | 2006 BU148             | 22 de gener de 2006    | Mount Lemmon         | Mt. Lemmon Survey |
| 377841 | 2006 BG152             | 25 de gener de 2006    | Kitt Peak            | Spacewatch        |
| 377842 | 2006 BC166             | 26 de gener de 2006    | Mount Lemmon         | Mt. Lemmon Survey |
| 377843 | 2006 BL167             | 26 de gener de 2006    | Mount Lemmon         | Mt. Lemmon Survey |
| 377844 | 2006 BR169             | 26 de gener de 2006    | Mount Lemmon         | Mt. Lemmon Survey |
| 377845 | 2006 BV173             | 27 de gener de 2006    | Mount Lemmon         | Mt. Lemmon Survey |
| 377846 | 2006 BP174             | 27 de gener de 2006    | Kitt Peak            | Spacewatch        |
| 377847 | 2006 BF178             | 27 de gener de 2006    | Mount Lemmon         | Mt. Lemmon Survey |
| 377848 | 2006 BX197             | 30 de gener de 2006    | Kitt Peak            | Spacewatch        |
| 377849 | 2006 BB198             | 18 de setembre de 2003 | Kitt Peak            | Spacewatch        |
| 377850 | 2006 BU198             | 30 de gener de 2006    | Catalina             | CSS               |
| 377851 | 2006 BQ199             | 30 de gener de 2006    | Kitt Peak            | Spacewatch        |
| 377852 | 2006 BU199             | 30 de gener de 2006    | Kitt Peak            | Spacewatch        |
| 377853 | 2006 BL200             | 31 de gener de 2006    | Kitt Peak            | Spacewatch        |
| 377854 | 2006 BF204             | 31 de gener de 2006    | Kitt Peak            | Spacewatch        |
| 377855 | 2006 BP211             | 31 de gener de 2006    | Kitt Peak            | Spacewatch        |
| 377856 | 2006 BG216             | 26 de gener de 2006    | Anderson Mesa        | LONEOS            |
| 377857 | 2006 BP221             | 30 de gener de 2006    | Kitt Peak            | Spacewatch        |
| 377858 | 2006 BS223             | 30 de gener de 2006    | Kitt Peak            | Spacewatch        |
| 377859 | 2006 BJ232             | 23 de gener de 2006    | Kitt Peak            | Spacewatch        |
| 377860 | 2006 BC238             | 31 de gener de 2006    | Kitt Peak            | Spacewatch        |
| 377861 | 2006 BB242             | 31 de gener de 2006    | Kitt Peak            | Spacewatch        |
| 377862 | 2006 BV244             | 31 de gener de 2006    | Kitt Peak            | Spacewatch        |
| 377863 | 2006 BC251             | 31 de gener de 2006    | Mount Lemmon         | Mt. Lemmon Survey |
| 377864 | 2006 BZ254             | 31 de gener de 2006    | Kitt Peak            | Spacewatch        |
| 377865 | 2006 BK259             | 31 de gener de 2006    | Kitt Peak            | Spacewatch        |
| 377866 | 2006 BS277             | 28 de gener de 2006    | Mount Lemmon         | Mt. Lemmon Survey |
| 377867 | 2006 BE284             | 31 de gener de 2006    | Kitt Peak            | Spacewatch        |
| 377868 | 2006 CG21              | 1 de febrer de 2006    | Catalina             | CSS               |
| 377869 | 2006 CQ21              | 1 de febrer de 2006    | Catalina             | CSS               |
| 377870 | 2006 CN23              | 2 de febrer de 2006    | Kitt Peak            | Spacewatch        |
| 377871 | 2006 CU40              | 2 de febrer de 2006    | Mount Lemmon         | Mt. Lemmon Survey |
| 377872 | 2006 CB47              | 3 de febrer de 2006    | Kitt Peak            | Spacewatch        |
| 377873 | 2006 CL54              | 5 de gener de 2006     | Mount Lemmon         | Mt. Lemmon Survey |
| 377874 | 2006 CY68              | 1 de febrer de 2006    | Kitt Peak            | Spacewatch        |
| 377875 | 2006 DV8               | 21 de febrer de 2006   | Catalina             | CSS               |
| 377876 | 2006 DB18              | 20 de febrer de 2006   | Kitt Peak            | Spacewatch        |
| 377877 | 2006 DW18              | 20 de febrer de 2006   | Kitt Peak            | Spacewatch        |
| 377878 | 2006 DQ19              | 20 de febrer de 2006   | Kitt Peak            | Spacewatch        |
| 377879 | 2006 DJ20              | 9 d'octubre de 2004    | Kitt Peak            | Spacewatch        |
| 377880 | 2006 DM25              | 20 de febrer de 2006   | Kitt Peak            | Spacewatch        |
| 377881 | 2006 DK32              | 20 de febrer de 2006   | Mount Lemmon         | Mt. Lemmon Survey |
| 377882 | 2006 DL36              | 20 de febrer de 2006   | Mount Lemmon         | Mt. Lemmon Survey |
| 377883 | 2006 DY36              | 20 de febrer de 2006   | Kitt Peak            | Spacewatch        |
| 377884 | 2006 DH39              | 21 de febrer de 2006   | Mount Lemmon         | Mt. Lemmon Survey |
| 377885 | 2006 DJ42              | 20 de febrer de 2006   | Kitt Peak            | Spacewatch        |
| 377886 | 2006 DO43              | 20 de febrer de 2006   | Kitt Peak            | Spacewatch        |
| 377887 | 2006 DA49              | 21 de febrer de 2006   | Mount Lemmon         | Mt. Lemmon Survey |
| 377888 | 2006 DN56              | 24 de febrer de 2006   | Mount Lemmon         | Mt. Lemmon Survey |
| 377889 | 2006 DD67              | 22 de febrer de 2006   | Palomar              | NEAT              |
| 377890 | 2006 DN68              | 25 de febrer de 2006   | Socorro              | LINEAR            |
| 377891 | 2006 DF69              | 20 de febrer de 2006   | Catalina             | CSS               |
| 377892 | 2006 DK74              | 24 de febrer de 2006   | Kitt Peak            | Spacewatch        |
| 377893 | 2006 DB76              | 24 de febrer de 2006   | Kitt Peak            | Spacewatch        |
| 377894 | 2006 DZ78              | 24 de febrer de 2006   | Kitt Peak            | Spacewatch        |
| 377895 | 2006 DT87              | 24 de febrer de 2006   | Kitt Peak            | Spacewatch        |
| 377896 | 2006 DD89              | 24 de febrer de 2006   | Kitt Peak            | Spacewatch        |
| 377897 | 2006 DZ92              | 24 de febrer de 2006   | Kitt Peak            | Spacewatch        |
| 377898 | 2006 DJ94              | 24 de febrer de 2006   | Kitt Peak            | Spacewatch        |
| 377899 | 2006 DD106             | 25 de febrer de 2006   | Mount Lemmon         | Mt. Lemmon Survey |
| 377900 | 2006 DQ106             | 25 de febrer de 2006   | Mount Lemmon         | Mt. Lemmon Survey |

## 377901-378000
| Nom    | Designació provisional | Data de descobriment   | Lloc de descobriment | Descobridor/s        |
| ------ | ---------------------- | ---------------------- | -------------------- | -------------------- |
| 377901 | 2006 DN108             | 25 de febrer de 2006   | Kitt Peak            | Spacewatch           |
| 377902 | 2006 DR117             | 27 de febrer de 2006   | Kitt Peak            | Spacewatch           |
| 377903 | 2006 DR118             | 28 de febrer de 2006   | Mount Lemmon         | Mt. Lemmon Survey    |
| 377904 | 2006 DW120             | 22 de febrer de 2006   | Catalina             | CSS                  |
| 377905 | 2006 DL150             | 25 de febrer de 2006   | Kitt Peak            | Spacewatch           |
| 377906 | 2006 DZ163             | 27 de febrer de 2006   | Mount Lemmon         | Mt. Lemmon Survey    |
| 377907 | 2006 DL167             | 27 de febrer de 2006   | Kitt Peak            | Spacewatch           |
| 377908 | 2006 DQ174             | 27 de febrer de 2006   | Kitt Peak            | Spacewatch           |
| 377909 | 2006 DE200             | 24 de febrer de 2006   | Catalina             | CSS                  |
| 377910 | 2006 DB206             | 25 de febrer de 2006   | Mount Lemmon         | Mt. Lemmon Survey    |
| 377911 | 2006 DU214             | 27 de febrer de 2006   | Mount Lemmon         | Mt. Lemmon Survey    |
| 377912 | 2006 DX214             | 23 de febrer de 2006   | Anderson Mesa        | LONEOS               |
| 377913 | 2006 EG3               | 2 de març de 2006      | Kitt Peak            | Spacewatch           |
| 377914 | 2006 EP7               | 2 de març de 2006      | Kitt Peak            | Spacewatch           |
| 377915 | 2006 EO10              | 2 de març de 2006      | Kitt Peak            | Spacewatch           |
| 377916 | 2006 EH14              | 25 de febrer de 2006   | Kitt Peak            | Spacewatch           |
| 377917 | 2006 EX18              | 2 de març de 2006      | Kitt Peak            | Spacewatch           |
| 377918 | 2006 ET21              | 3 de març de 2006      | Kitt Peak            | Spacewatch           |
| 377919 | 2006 EA36              | 3 de març de 2006      | Mount Lemmon         | Mt. Lemmon Survey    |
| 377920 | 2006 EF38              | 4 de març de 2006      | Kitt Peak            | Spacewatch           |
| 377921 | 2006 EJ39              | 4 de març de 2006      | Kitt Peak            | Spacewatch           |
| 377922 | 2006 EN45              | 1 de març de 2006      | Great Shefford       | Great Shefford       |
| 377923 | 2006 EZ52              | 2 de març de 2006      | Kitt Peak            | Spacewatch           |
| 377924 | 2006 EX72              | 2 de març de 2006      | Mount Lemmon         | Mt. Lemmon Survey    |
| 377925 | 2006 FQ3               | 23 de març de 2006     | Kitt Peak            | Spacewatch           |
| 377926 | 2006 FK18              | 23 de març de 2006     | Kitt Peak            | Spacewatch           |
| 377927 | 2006 FZ36              | 23 de març de 2006     | Catalina             | CSS                  |
| 377928 | 2006 GR10              | 2 d'abril de 2006      | Kitt Peak            | Spacewatch           |
| 377929 | 2006 GV21              | 2 d'abril de 2006      | Kitt Peak            | Spacewatch           |
| 377930 | 2006 GE22              | 23 de març de 2006     | Kitt Peak            | Spacewatch           |
| 377931 | 2006 GX25              | 2 d'abril de 2006      | Kitt Peak            | Spacewatch           |
| 377932 | 2006 GM32              | 2 d'abril de 2006      | Kitt Peak            | Spacewatch           |
| 377933 | 2006 GP39              | 23 de març de 2006     | Catalina             | CSS                  |
| 377934 | 2006 GO54              | 7 d'abril de 2006      | Kitt Peak            | Spacewatch           |
| 377935 | 2006 HY15              | 20 d'abril de 2006     | Kitt Peak            | Spacewatch           |
| 377936 | 2006 HZ30              | 20 d'abril de 2006     | Lulin                | Q.-z. Ye             |
| 377937 | 2006 HU40              | 21 d'abril de 2006     | Kitt Peak            | Spacewatch           |
| 377938 | 2006 HB58              | 30 d'abril de 2006     | Marly                | P. Kocher            |
| 377939 | 2006 HP58              | 21 d'abril de 2006     | Palomar              | NEAT                 |
| 377940 | 2006 HT59              | 24 d'abril de 2006     | Anderson Mesa        | LONEOS               |
| 377941 | 2006 HZ63              | 24 d'abril de 2006     | Kitt Peak            | Spacewatch           |
| 377942 | 2006 HT76              | 25 d'abril de 2006     | Kitt Peak            | Spacewatch           |
| 377943 | 2006 HR84              | 26 d'abril de 2006     | Kitt Peak            | Spacewatch           |
| 377944 | 2006 HX86              | 29 d'abril de 2006     | Kitt Peak            | Spacewatch           |
| 377945 | 2006 HH89              | 19 d'abril de 2006     | Catalina             | CSS                  |
| 377946 | 2006 HZ90              | 29 d'abril de 2006     | Kitt Peak            | Spacewatch           |
| 377947 | 2006 HS97              | 7 d'abril de 2006      | Kitt Peak            | Spacewatch           |
| 377948 | 2006 HA102             | 30 d'abril de 2006     | Kitt Peak            | Spacewatch           |
| 377949 | 2006 HP152             | 25 d'abril de 2006     | Kitt Peak            | Spacewatch           |
| 377950 | 2006 JJ2               | 1 de maig de 2006      | Kitt Peak            | Spacewatch           |
| 377951 | 2006 JA15              | 2 de maig de 2006      | Mount Lemmon         | Mt. Lemmon Survey    |
| 377952 | 2006 JV16              | 2 de maig de 2006      | Kitt Peak            | Spacewatch           |
| 377953 | 2006 JQ17              | 2 de maig de 2006      | Mount Lemmon         | Mt. Lemmon Survey    |
| 377954 | 2006 JE20              | 2 de maig de 2006      | Kitt Peak            | Spacewatch           |
| 377955 | 2006 JV21              | 2 de maig de 2006      | Kitt Peak            | Spacewatch           |
| 377956 | 2006 JR31              | 3 de maig de 2006      | Kitt Peak            | Spacewatch           |
| 377957 | 2006 JS42              | 2 de maig de 2006      | Kitt Peak            | Spacewatch           |
| 377958 | 2006 JL48              | 6 de maig de 2006      | Kitt Peak            | Spacewatch           |
| 377959 | 2006 JK61              | 1 de maig de 2006      | Mauna Kea            | P. A. Wiegert        |
| 377960 | 2006 JU63              | 1 de maig de 2006      | Kitt Peak            | M. W. Buie           |
| 377961 | 2006 JE64              | 1 de maig de 2006      | Kitt Peak            | M. W. Buie           |
| 377962 | 2006 JN81              | 1 de maig de 2006      | Kitt Peak            | Spacewatch           |
| 377963 | 2006 KR                | 17 de maig de 2006     | Palomar              | NEAT                 |
| 377964 | 2006 KN9               | 19 de maig de 2006     | Anderson Mesa        | LONEOS               |
| 377965 | 2006 KP12              | 20 de maig de 2006     | Kitt Peak            | Spacewatch           |
| 377966 | 2006 KA29              | 20 de maig de 2006     | Kitt Peak            | Spacewatch           |
| 377967 | 2006 KN45              | 21 de maig de 2006     | Kitt Peak            | Spacewatch           |
| 377968 | 2006 KC56              | 21 de maig de 2006     | Siding Spring        | Siding Spring Survey |
| 377969 | 2006 KT83              | 21 de maig de 2006     | Kitt Peak            | Spacewatch           |
| 377970 | 2006 KG117             | 29 de maig de 2006     | Kitt Peak            | Spacewatch           |
| 377971 | 2006 LW6               | 11 de juny de 2006     | Palomar              | NEAT                 |
| 377972 | 2006 MF10              | 20 de juny de 2006     | Palomar              | NEAT                 |
| 377973 | 2006 NF                | 2 de juliol de 2006    | Pla D'Arguines       | Pla D'Arguines       |
| 377974 | 2006 OU2               | 22 de juny de 2006     | Kitt Peak            | Spacewatch           |
| 377975 | 2006 OO6               | 21 de juliol de 2006   | Mount Lemmon         | Mt. Lemmon Survey    |
| 377976 | 2006 OC12              | 20 de juny de 2006     | Mount Lemmon         | Mt. Lemmon Survey    |
| 377977 | 2006 OH20              | 25 de juliol de 2006   | Mount Lemmon         | Mt. Lemmon Survey    |
| 377978 | 2006 PZ17              | 15 d'agost de 2006     | Palomar              | NEAT                 |
| 377979 | 2006 QJ21              | 19 d'agost de 2006     | Kitt Peak            | Spacewatch           |
| 377980 | 2006 QH22              | 19 d'agost de 2006     | Anderson Mesa        | LONEOS               |
| 377981 | 2006 QM32              | 21 de juliol de 2006   | Catalina             | CSS                  |
| 377982 | 2006 QV52              | 23 d'agost de 2006     | Palomar              | NEAT                 |
| 377983 | 2006 QX55              | 17 d'agost de 2006     | Palomar              | NEAT                 |
| 377984 | 2006 QW120             | 29 d'agost de 2006     | Catalina             | CSS                  |
| 377985 | 2006 QA124             | 29 d'agost de 2006     | Anderson Mesa        | LONEOS               |
| 377986 | 2006 QX131             | 24 de novembre de 2003 | Kitt Peak            | Spacewatch           |
| 377987 | 2006 QJ157             | 19 d'agost de 2006     | Kitt Peak            | Spacewatch           |
| 377988 | 2006 QY160             | 19 d'agost de 2006     | Kitt Peak            | Spacewatch           |
| 377989 | 2006 QT167             | 30 d'agost de 2006     | Anderson Mesa        | LONEOS               |
| 377990 | 2006 RJ17              | 14 de setembre de 2006 | Palomar              | NEAT                 |
| 377991 | 2006 RQ31              | 15 de setembre de 2006 | Kitt Peak            | Spacewatch           |
| 377992 | 2006 RP35              | 14 de setembre de 2006 | Catalina             | CSS                  |
| 377993 | 2006 RC39              | 14 de setembre de 2006 | Catalina             | CSS                  |
| 377994 | 2006 RS39              | 12 de setembre de 2006 | Catalina             | CSS                  |
| 377995 | 2006 RE45              | 14 de setembre de 2006 | Kitt Peak            | Spacewatch           |
| 377996 | 2006 RU50              | 14 de setembre de 2006 | Kitt Peak            | Spacewatch           |
| 377997 | 2006 RF61              | 18 de juliol de 2006   | Mount Lemmon         | Mt. Lemmon Survey    |
| 377998 | 2006 RZ83              | 15 de setembre de 2006 | Kitt Peak            | Spacewatch           |
| 377999 | 2006 RK90              | 15 de setembre de 2006 | Kitt Peak            | Spacewatch           |
| 378000 | 2006 RC94              | 15 de setembre de 2006 | Kitt Peak            | Spacewatch           |